# Volkswagen Jetta
Volkswagen Jetta (ˈd͡ʒɛtɑ) — компактный автомобиль, разработанный и выпускаемый компанией Volkswagen Group. Производится с 1979 года. Разработан на базе VW Golf. В отличие от Гольфа со стандартным кузовом хетчбэк (укороченным), стандартный кузов Джетты — классический седан.
Название модели происходит от немецкого обозначения высотных струйных течений — Jet-stream. C 1979 по 2009 год было выпущено пять поколений автомобиля, которые в Германии (для европейского рынка) получили названия: Jetta I, Jetta II, Vento, Bora и Jetta V. За пределами Европы Vento и Bora выпускались под основным названием, соответственно — Jetta III и Jetta IV. 15 июня 2010 году в Нью-Йорке Volkswagen представил новую модель — Jetta VI, которая по заявлениям разработчиков, в отличие от предыдущих моделей, с VW Golf не имеет ничего общего.

## История
Уже на следующий год после начала выпуска VW Golf разрабатывались новые варианты кузовов этого автомобиля (с целью увеличения багажного отделения) в стиле классический седан. Но лишь к 1979 году, после трёхлетних «раздумий», Фольксваген приступил к выпуску модели Jetta (название автомобиля во время проектных разработок было «Шмель» (нем. Hummel). Кроме увеличенного багажника новый автомобиль отличался некоторыми деталями передней части. Начиная с модели Jetta IV (Bora) различия в деталях кузова стали существенными, но двигатели, трансмиссия, ходовая часть и прочая «начинка» (на всех моделях) были те же, что и у VW Golf’a.
По типу кузова в серийном производстве первые два поколения модели (Jetta I и Jetta II) выпускались двух- или четырёхдверными седанами, последующие — только четырёхдверными. В мелкосерийном или штучном производстве, различными фирмами, не относящимися к Volkswagen Group, Jetta  выпускалась как кабриолет и комби. С кузовом универсал к выпуску планировалась модель Vento Variant, но в серийное производство вместо неё пошла модель Golf Variant. Из ряда Jetta пятидверным универсалом выпускалась Bora (Bora Variant). Впоследствии эту модель предполагалось выпускать как модель отдельную от Jetta, с кузовами, кроме классического, следующих типов: спортивного лайфстиль-комби, кабриолет и купе (как замену для остановленного в 1995 году производства VW Corrado), но в производство был запущен только Variant.
Поскольку Jetta на рынке пользовалась не столь большим успехом, потенциальным клиентам постоянно предлагались отдельные модели, выпускавшиеся мелкими сериями — «Strada», «Beach», «Coach», «Court», «Pacific», «Flair», «TX», «Style», отличавшиеся от базовых различными вариантами комплектации, отделочным материалом салона, лакировкой и т. п.
К декабрю 2014 года Volkswagen анонсировал выход вседорожной версии Jetta Alltrack.

## Первое поколение
Седан Volkswagen Jetta был впервые показан на автосалоне во Франкфурте в июле 1979 года, и был запущен в серийное производство в августе того же года на заводе в Вольфсбурге. Разработкой кузова занималось ателье Italdesign Giugiaro, где был разработан новый кузов на базе VW Golf Mk 1, от которого новая модель получила переднюю и заднюю подвеску. Спереди устанавливались дисковые, а сзади — барабанные тормоза.

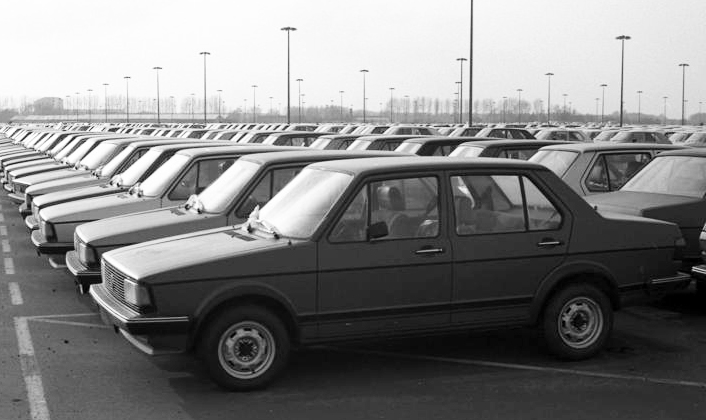
VW Jetta на площадке готовой продукции автомобильного завода в Вольфсбурге

В результате модернизации уже существующего VW Golf Mk 1, новая Jetta обзавелась следующими характеристиками:
- Общая длина автомобиля увеличилась на 38 см;
- Багажник стал более вместительным (объём 510 литров);
- Отделка интерьера с помощью велюра для сидений и материал для обивки дверей и пола;
- Сцепление стало однодисковое, сухое, с диафрагменной пружиной;
- В салоне устанавливались инерционные плечевые ремни безопасности, закреплённые на боковой стойке. Идея заключалась в том, чтобы ремень всегда был застёгнут, соответствуя требованию безопасности. Исключив использование поясного ремня, инженеры спроектировали новую травмобезопасную приборную панель, которая предотвращала повреждение колен.

Машины первого поколения имели версии с двух и четырёхдверным кузовом и оснащались бензиновыми двигателями объёмом от 1,1 до 1,8 литров (49-110 л. с.) и дизелями объёмом 1,6 литра: атмосферным (53 л. с.) и турбированным (69 л. с.).
Бензиновые двигатели объёмом 1.1-1.6 литра (50 — 100 лошадиных сил) работали с однокамерными карбюраторами Solex РIС(Т) и Pierburg 1ВЗ. Однако самый мощный двигатель 1.8 литров 81 кВт (110 л. с.; с 1983 года мощностью 82 кВт/112 л. с.), имел передовую в те годы инжекторную систему впрыска топлива (K-Jetronic) от Bosch.
Только версия с дизельным двигателем (1,6 TD) оснащалась 3-ступенчатой АКПП, остальные имели 4-х и 5-ступенчатую механическую коробку. Бензиновые модели оснащались однопоршневыми дисковыми тормозами, с автоматической регулировкой зазоров.
На стандартных дизельных вариантах Jetta 1 были установлены однопоршневые дисковые тормоза, с автоматической регулировкой зазоров. Также на дизельных вариантах дополнительно имелись плавающие скобы или кулачковая скоба, если модель была с турбодизелем.

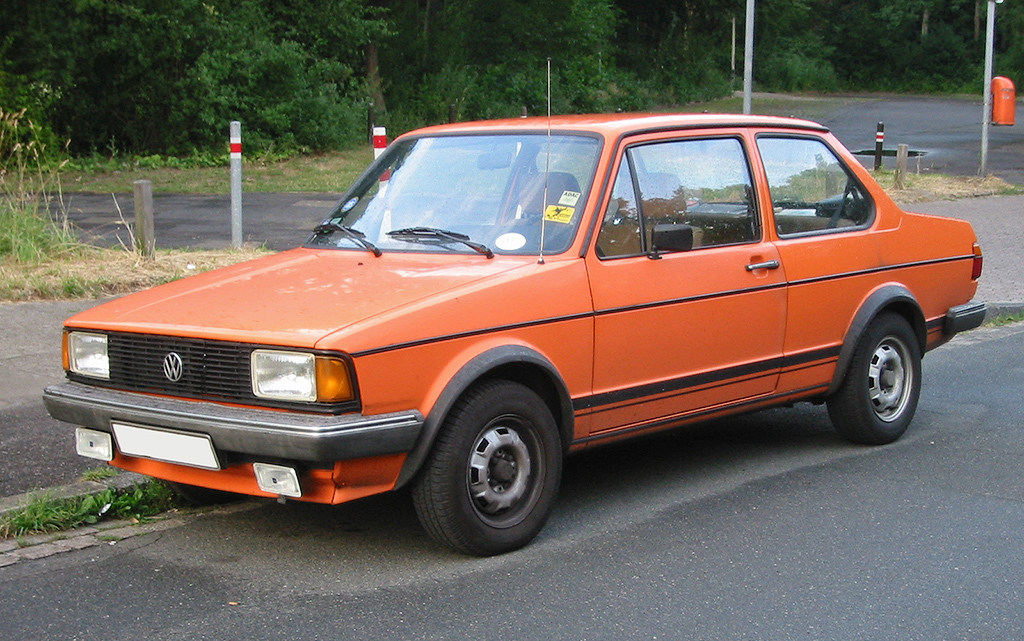
Двухдверный седан
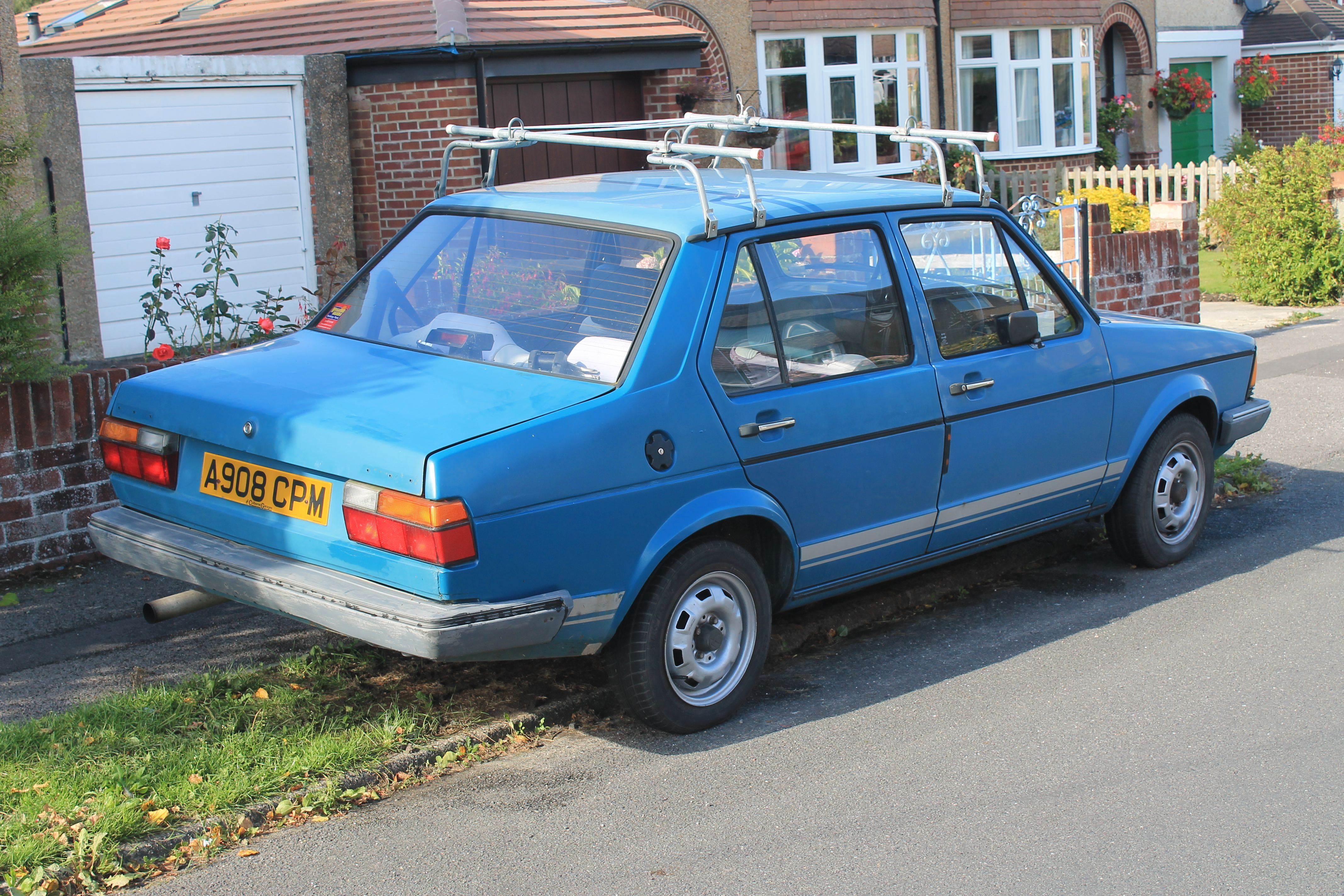
Четырёхдверный седан
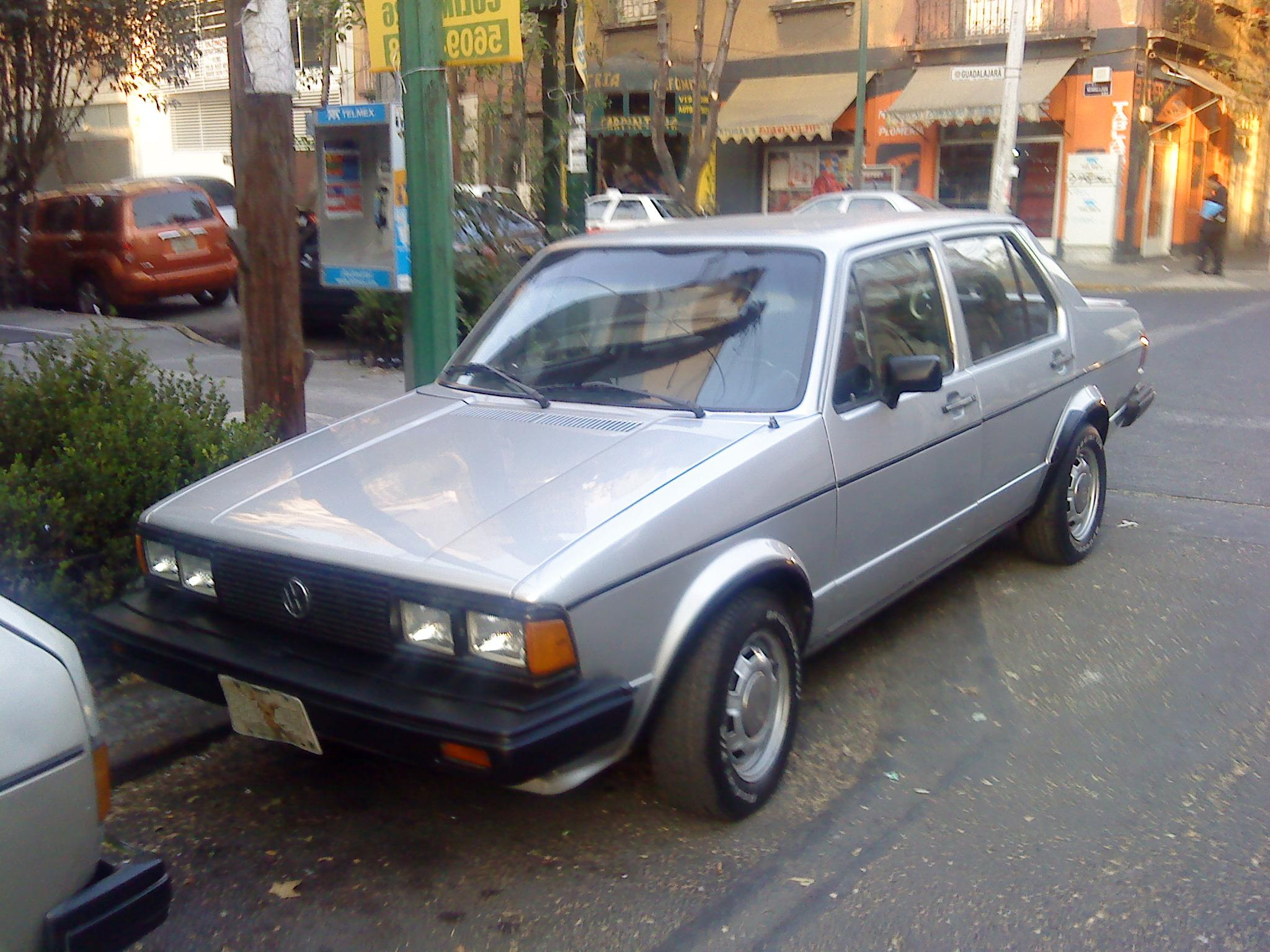
Volkswagen Atlantic
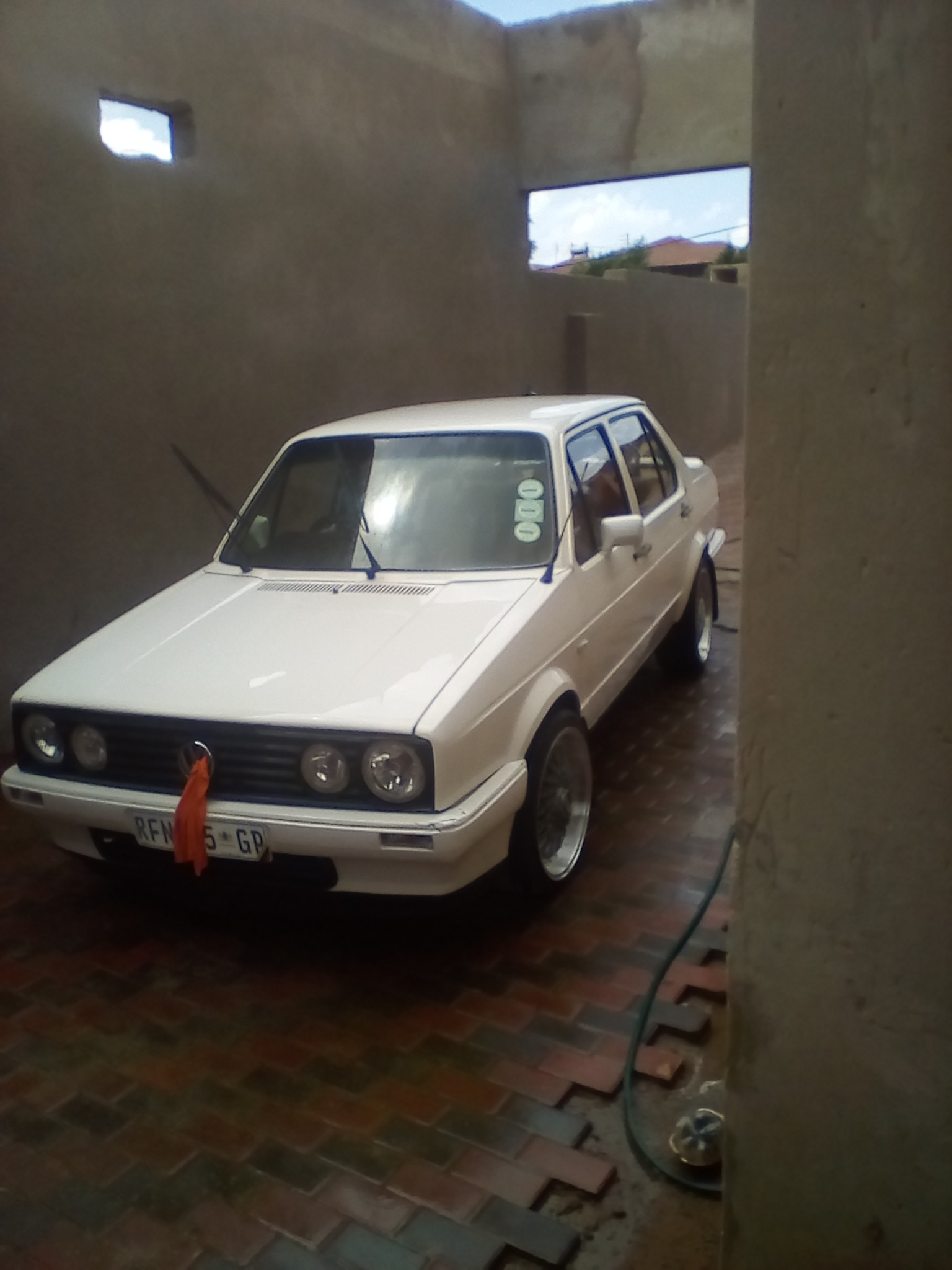
Южноафриканский Volkswagen Fox

Помимо основной сборки в Вольфсбурге, Jetta производилась на совместном предприятии Tvornica Automobila Sarajevo для югославского внутреннего рынка.
Автомобиль был ориентирован не только на европейский автомобильный рынок, но и на страны Северной и Латинской Америки, а также ЮАР.
В Мексике с 1981 по 1987 годы он выпускался под названием Volkswagen Atlantic. На мексиканском рынке конкурентом для Atlantic был Renault 18. Для американского рынка, в связи с государственными стандартами по безопасности, этот автомобиль производился только с герметичными прямоугольными лампами-фарами.
Также в ЮАР Volkswagen Jetta выпускался для внутреннего рынка под названием Volkswagen Fox, отличительной чертой которого являлись круглые фары (как на Volkswagen Golf). В результате VW Jetta первого поколения, несмотря на серьёзную конкуренцию со стороны местных производителей, стала самым продаваемым автомобилем на территории таких стран, как Канада, Мексика и США.
Производство Volkswagen Jetta первого поколения продолжалось до февраля 1984 года, когда его сменило второе поколение. За все годы производства, моделей Jetta первого поколения было выпущено свыше 570 тысяч единиц.

## Второе поколение
Ещё до запуска в серию второго поколения, в период с 1983 по 1984 годы, конструкторский отдел Volkswagen проводил ходовые испытания опытного автомобиля под названием IRVW 3 (Integrated Research Volkswagen). Этот автомобиль уже имел внешний вид серийной машины, но при этом был оснащён передовыми в те годы системами АБС, ЭУР (электронный усилитель руля), пневматической подвеской с функцией занижения после 120 км/ч и турбиной на 1.8 литровый мотор от Golf GTI, разгонявшийся до 175—180 л/с.
Второе поколение VW Jetta, также как и свой предшественник, было спроектировано на базе кузова VW Golf II, с изменённым передним и задним оперением. В машине используется общая для многих моделей VW того времени платформа A2. Jetta II производилась в тех же типах кузовов, что и предыдущее поколение — двух- и четырёхдверный седан. Трёхдверный седан не пользовался успехом среди покупателей, поэтому наиболее распространённым являлся четырёхдверный кузов. Помимо базовой Jetta, существовал целый ряд мелкосерийных версий — «GT», «Strada», «Beach», «Coach», «Court», «Pacific», «Flair», «TX», «Style», отличавшиеся от базовой различными вариантами комплектации, технической оснасткой и т. д.

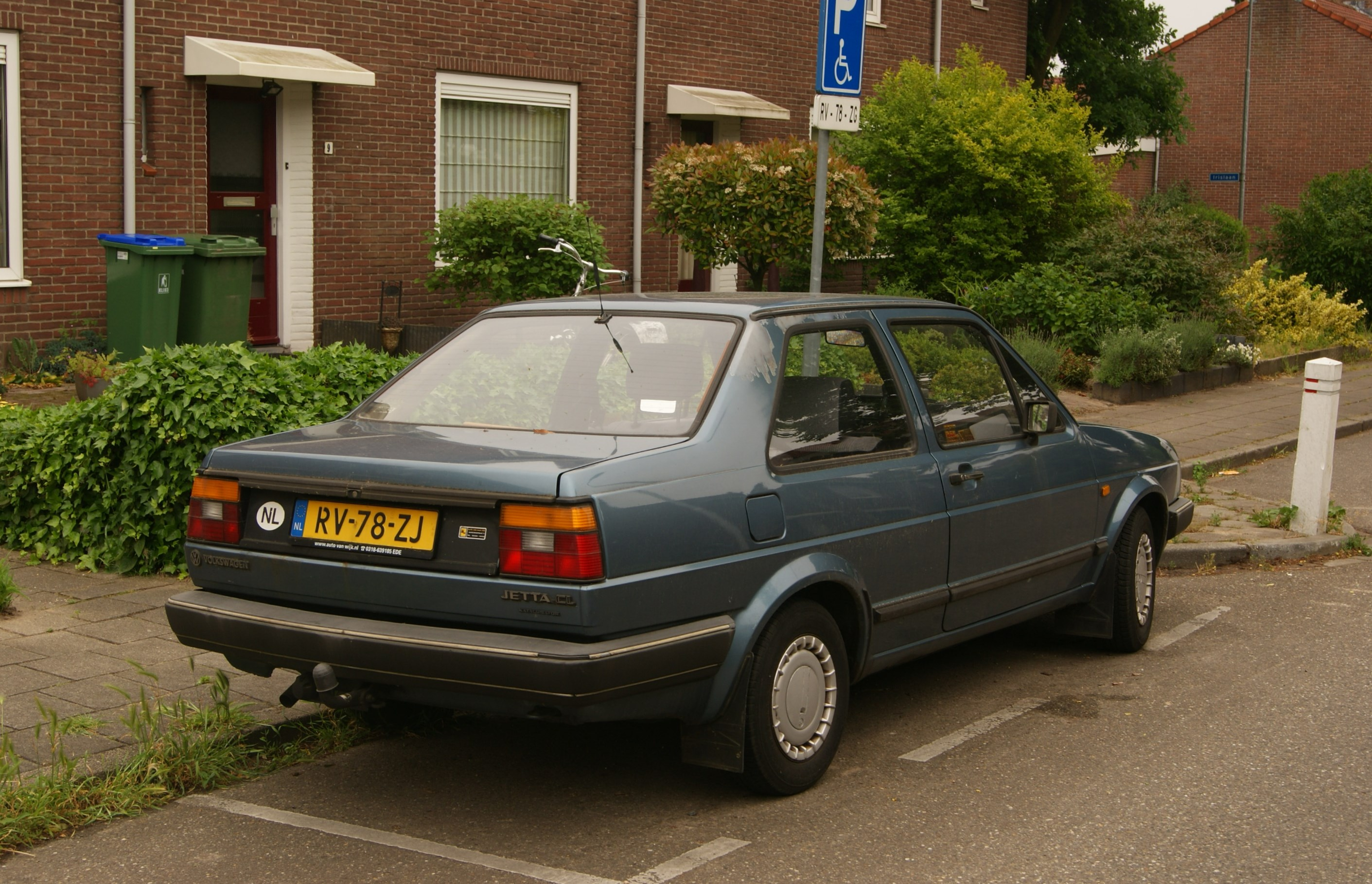
VW Jetta в 2-х дверном кузове

Автомобили второго поколения, производимые на заводе в Вольфсбурге, с самого начала серийного производства собирались на роботизированной сборочной линии, что делало качество сборки более стабильным. На втором поколении мог быть установлен современный на тот момент бортовой компьютер Multi-Funktions-Anzeige (сокращённо MFA)который показывал такие параметры как: время поездки, километраж, расход топлива на 100 километров, температуру на улице, температуру масла в двигателе, среднюю скорость. А также силиконовые подушки двигателя и трансмиссии для снижения уровня шума, вибрации и жёсткости. На модели устанавливались: карбюраторы Pierburg 2EE с электронным управлением; ke-jetronic (механический впрыск). В 1988 году появилась более совершенная, полностью электронная система впрыска топлива Digifant.
С самого начала Volkswagen Jetta выпускалась с псевдо-форточками. В 1988 году для удобства зеркала были убраны в угол, а также появились объёмные бамперы и новый руль, подобный тому, что устанавливался на VW Passat В3.
С 1986 по 1992 год производилась версия VW Jetta Carat (основана на модели GL), которая имела наибольшее количество вариаций отделки салона. Экспортная модель для Канады сразу имела в базе: спортивные сиденья, автоматическую коробку передач, люк в крыше. Линейка двигателей была представлена PF (105 л. с.), дизельным JP и турбодизелем JR.
В 1988 году появляется модель GTX, имеющая по сравнению с версией GT с 90 л/с ещё более мощный мотор. Ранее все спортивные версии VW Jetta имели только термин GT.
С августа 1989 года все Jetta 2 обзавелись объёмными бамперами с фартуками, окрашенными в цвет кузова (в то время как на Golf это было только на GL и GTI) и большим передним спойлером (как в Golf GTI). По бокам наклеивались молдинги и чёрные пороги.

#### Технические характеристики
К модернизированному второму поколению предлагалось более десятка видов двигателей, которые работали на бензиновом и дизельном топливе. Также выпускался в течение недолгого времени бензиновый двигатель 1.8 л с 84 л. с. под капотом (данные показаны при взаимодействии двигателей с механическими коробками передач). К наиболее распространённым бензиновым двигателям относились:
- 1,3 л. (NZ), карбюратор, 40 кВт (54 л. с.);
- 1,6 л. (EZ, ABN), карбюратор, 55 кВт (75 л. с.);
- 1,6 л. (PN), карбюратор, 51 кВт (70 л. с.);
- 1,8 л. (RP), инжектор, 66 кВт (90 л. с.) (только GLX);
- 1.8 л. (HT), инжектор, 79 кВт (107 л.с);
- 1,8 л. (EV), инжектор, 82 кВт (112 л. с.);
- 1.8 л. (PL), инжектор, 102 кВт (139 л. с.);

В паре с моторами, так же как и у первого поколения, использовались механические КПП на 4 и 5 скоростей и трёхступенчатая АКПП.
У большинства VW Jetta применялся в основном передний привод, но в модификациях Syncro с двигателями 1.8 л (84 л. с.), 1.8 л (90 л. с.), 1.8 л (98 л. с.) применялся также полный привод. Передняя и задняя подвески были независимыми пружинными
Дисковые тормоза устанавливались спереди, барабанные — сзади. Однако наиболее мощные версии имели задние дисковые тормоза.

#### Производство в Китае

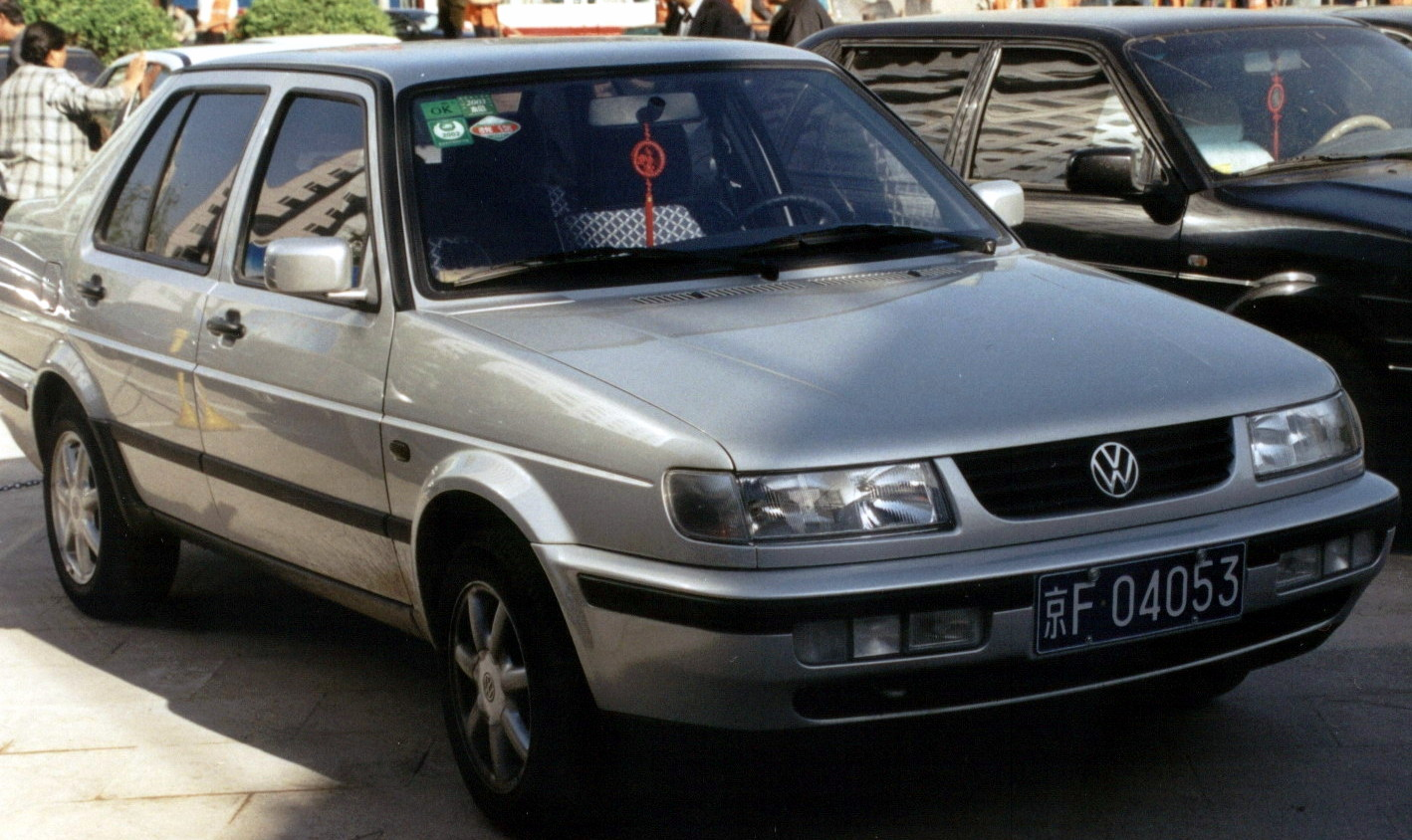
Volkswagen Jetta King

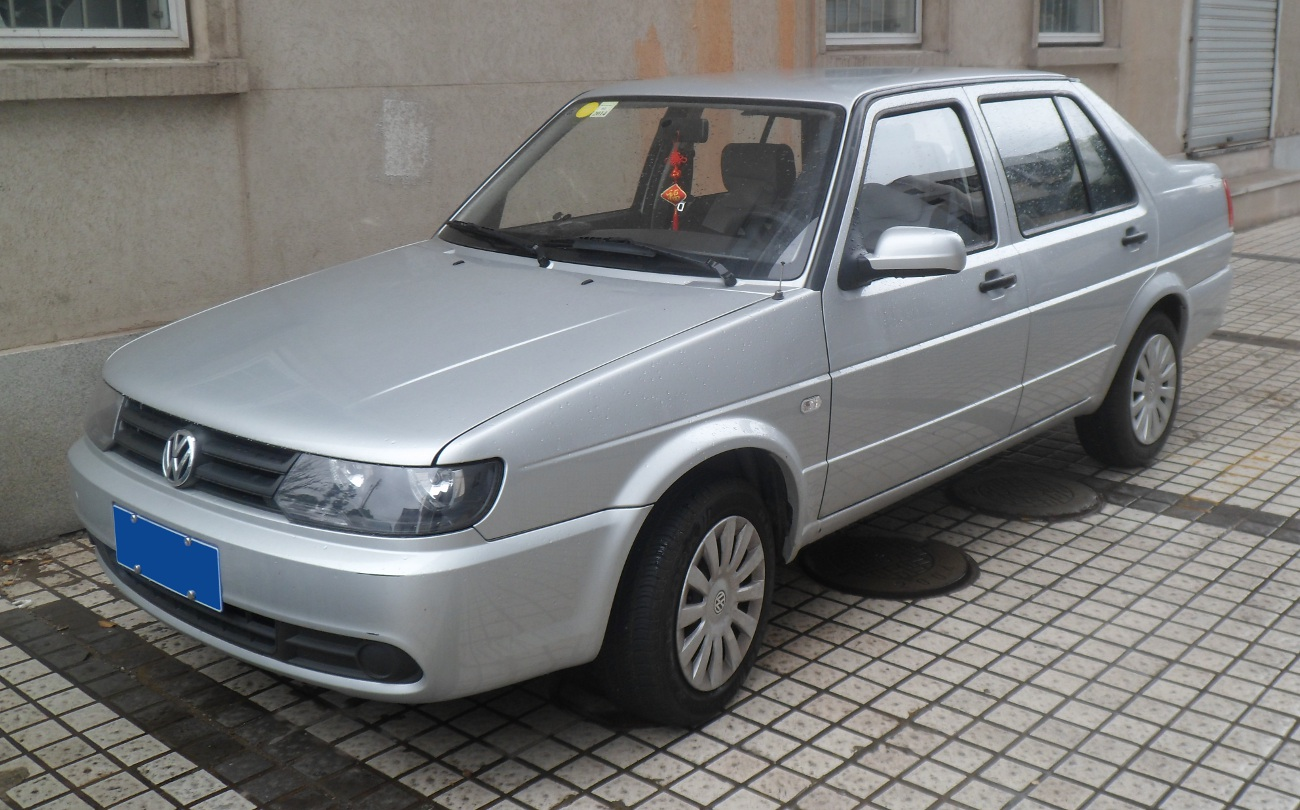
Volkswagen Jetta Pioneer

Производство VW Jetta 2 в Китае началось 5 декабря 1991 года на совместном предприятии FAW-Volkswagen. Изначально машины собирались методом крупноузловой сборки из машинокомплектов, поставляемых из Европы, однако постепенно было налажено местное производство комплектующих.
Первоначально это был только 1,6-литровый четырёхцилиндровый двигатель (1595 кубических сантиметров), мощностью 74 кВт. Он имел 4-х ступенчатую МКПП, которая позже была заменена пятиступенчатой.
В 1997 году был произведён рестайлинг VW Jetta 2: крыша и двери остались прежними, а оформление передней и задней части было позаимствовано у VW Passat В4. С ноября 1998 года появилась возможность установки 4-ступенчатого автомата. Месяцем ранее была изготовлена первая партия китайских Jetta с АБС (комплектация).
В 2002 году у Jetta King был обновлён экстерьер. Комплектации состояли из AT, ATF, Avantgarde, CDX, CiF, CiX, CT, GDF, GiF, GT, GTI, GTX и Meeresbrise. Эта модель также была преобразована в 2-дверный пикап в ограниченном количестве.
Рестайлинговая модель называлась Volkswagen Jetta King, и производилась с незначительными изменениями до 2010 года, пока на смену ей не пришёл Volkswagen Jetta Pioneer. У новой рестайлинговой версии были изменены передний и задний фартуки, решётка радиатора и задние стоп-сигналы, а также новая приборная панель с трехспицевым рулём и стандартной подушкой безопасности водителя. Производство Jetta Pioneer было прекращено в марте 2013 года, тем самым завершив историю VW Jetta на конвейере. За весь период производства было выпущено примерно 1.7 миллионов седанов Jetta II.

## Третье поколение
Новое поколение начало производиться в январе 1992 года, заменив собой на конвейере Jetta 2. Для европейских стран модель именовалась как Volkswagen Vento, однако для американского континента название осталось прежним — Jetta. Слово «Vento» с итальянского и португальского языков переводится как «ветер». За время производства Vento существовал ряд модификаций:
- CL/CLX — базовая,
- GL/GLX — комфорт,
- GT — спортивная с бензиновым ДВС,
- GTD — спортивная с дизельным ДВС.
- VR6 с шестицилиндровым двигателем.

В базовую комплектацию входили: подушки безопасности водителя и переднего пассажира, детские замки безопасности, центральный замок, предупреждение о приоткрытой двери, фирменная кассетная магнитола VW Gamma, система вентиляции, кондиционер ручного управления с охлаждением и обогревом. В передний бампер встроен блок с широкими противотуманками и белыми поворотниками.
Салон был практически полностью позаимствован у Golf III. Центральная консоль отодвинута от правой части торпеды и немного наклонена в сторону водителя. На центральной консоли имелись два раздельных воздуховода, блок управления кондиционером, магнитола и несколько кнопок. Около рычага скоростей имелась ниша для мелочей. Бардачок — с отдельной ручкой, дополнительно оснащён замком.
Кроме этого, автомобиль стал более экологически чистым благодаря использованию переработанного пластика для салона, кондиционер без ХФУ и кузовной краски, не содержащей тяжёлых металлов.

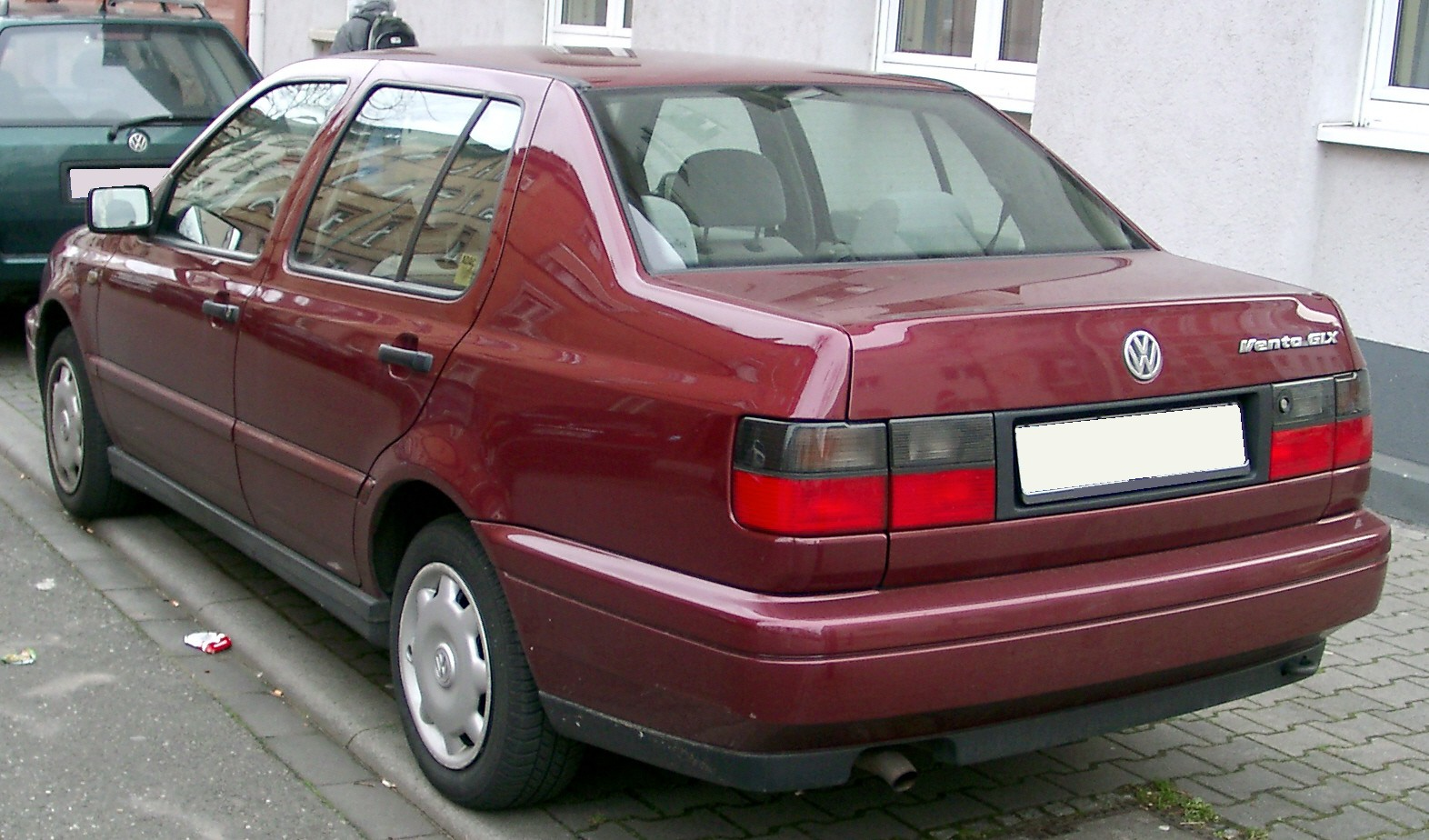
Вид сзади

#### Безопасность
При создании новой модели большое внимание конструкторов было уделено безопасности водителя и пассажиров. В результате Vento получила следующие средства безопасности:
- подушки безопасности водителя и переднего пассажира
- легко сминаемые зоны деформации;
- защитные профили в дверях;
- силовой каркас;
- деформирующаяся рулевая колонка;
- пенопласт в приборной панели.
- задние сиденья можно было закрепить в вертикальном положении с помощью ключа.

#### Технические характеристики
Помимо кузова, от Golf III Vento унаследовал подвеску: впереди — MacPherson со стабилизатором поперечной устойчивости, а сзади — полузависимая балка.
Линейка двигателей поначалу была идентична тем, что устанавливались в Volkswagen Golf III. Единственный мотор из гаммы моторов Golf III, который не ставили на Vento был 1,4-литровый двигатель мощностью 60 л. с. Все двигатели работали на бензине или дизельном топливе. Дизельные двигатели были одного объёма — 1,9 л, но различные технические доработки позволяли получать разную мощность от 75 до 110 л. с.

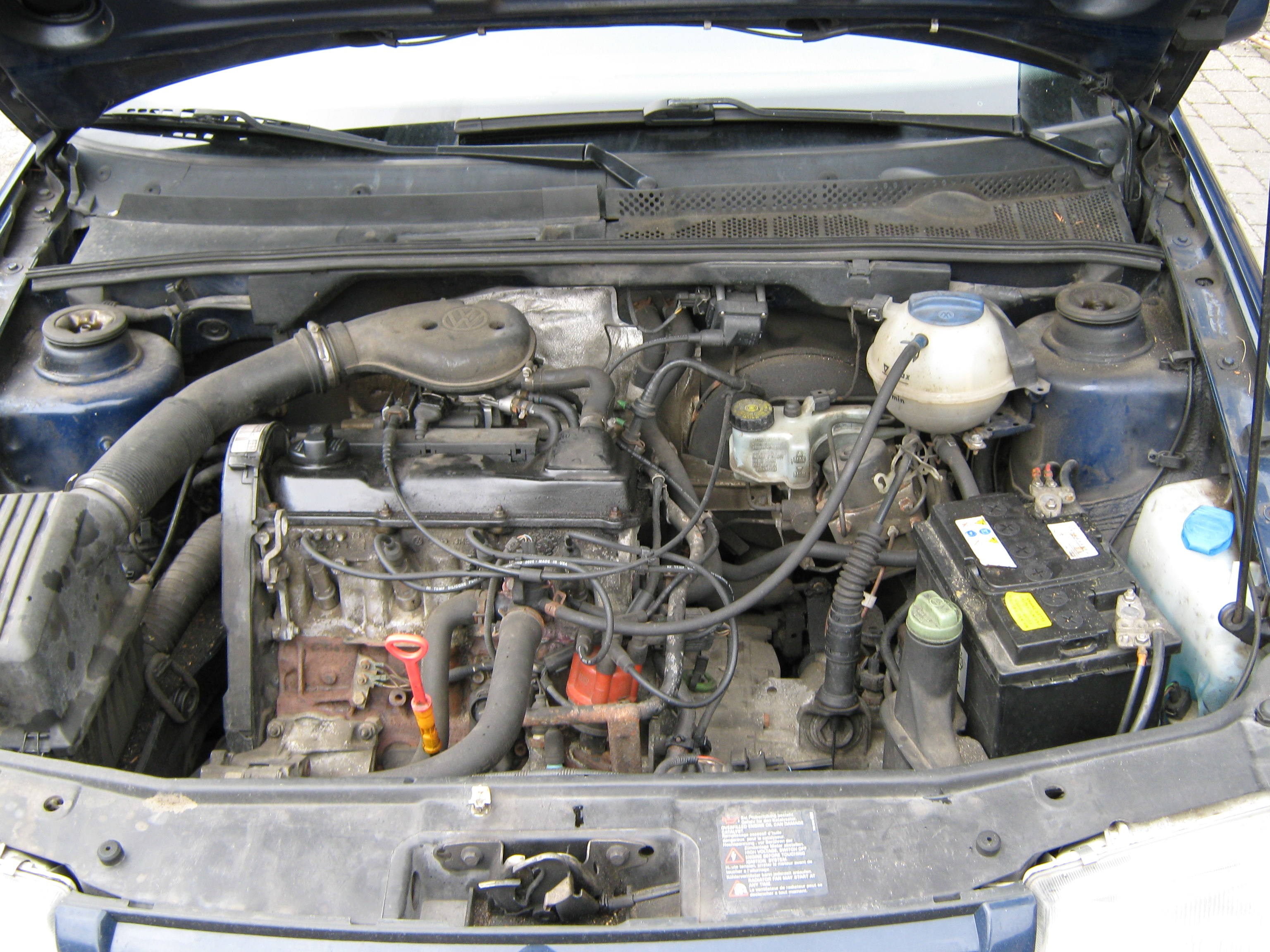
Двигатель Vento объёмом 1,8 л.

В базовой модели Vento было два объёма двигателей, по 1,6 и 1,8 л. Но мощность у них была одинаковой — всего 75 лошадей. Максимальная скорость при базовом двигателе достигала 170 км/ч. В отличие от базовой комплектации, средняя имела двигатели с большей мощностью. Их объём был уже другой, а мощность 90-100 л. с. Максимальная скорость увеличена до 190 км/ч.
До 1993 года версия GTI оснащалась 2,0-литровым мощностью 115 л. с., а после 1993 — уже 16-клапанным мотором того же объёма мощностью 150 л. с.
Бензиновые двигатели оснащались системой центрального впрыска топлива со встроенной системой зажигания и электронной коррекцией угла зажигания Monotronic.
Средний расход топлива в смешанном цикле у бензиновых двигателей составляет от 6,6 до 11,6 л на 100 км, у дизельных — от 5 до 6,4 л на 100 км. Самым экономичным из бензиновых двигателей является двигатель 1.4, потребляющий 6,6 литра на сто километров пути. Самый экономичный дизель — это 1.9 TDI на 100 км расходовал 5 литров дизельного топлива.
На Vento устанавливались двигатели с рабочим объёмом 2 л, с мощностью до 115 л. с. Повышение мощностей VW Vento обеспечивал турбонагнетатель, в результате чего самый мощный двигатель 2.8 VR6 выдавал 174 л. с. VR6 мог работать в паре с 5-ступенчатой механикой и 4-ступенчатым автоматом.
В 1994 году была запущена в производство полноприводная версию Syncro, на которую ставили двигатели объёмом 2,9 литра мощностью 190 л. с. В 1996 году появился новый 1,6-литровый двигатель мощностью 100 л. с.

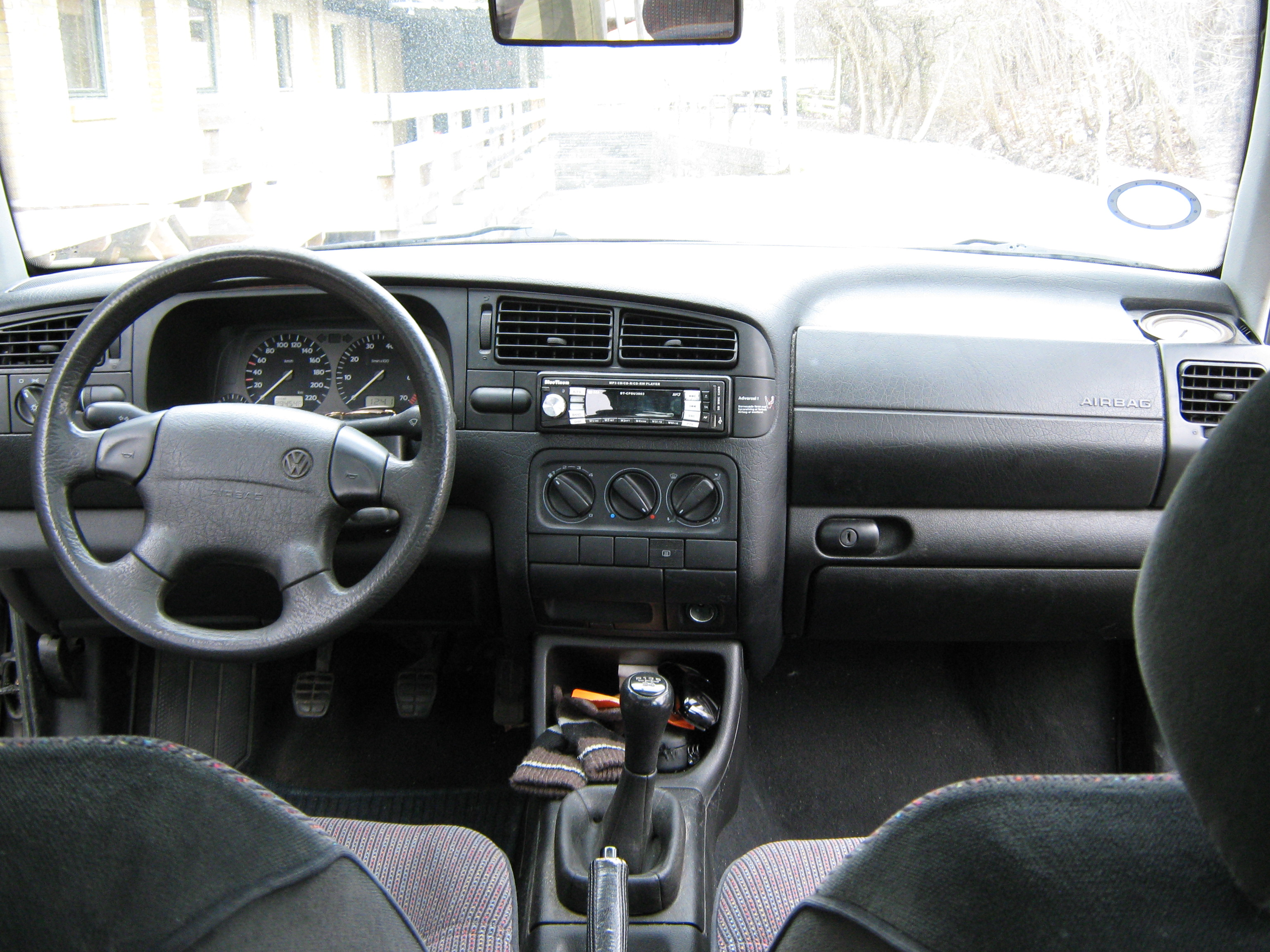
Панель приборов
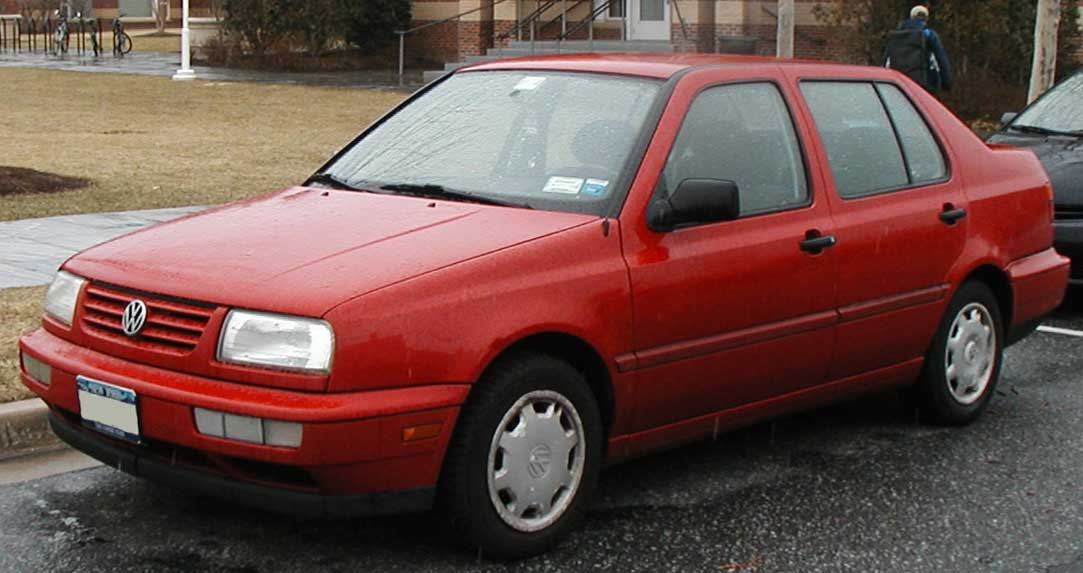
Volkswagen Jetta Mk3 для рынка США
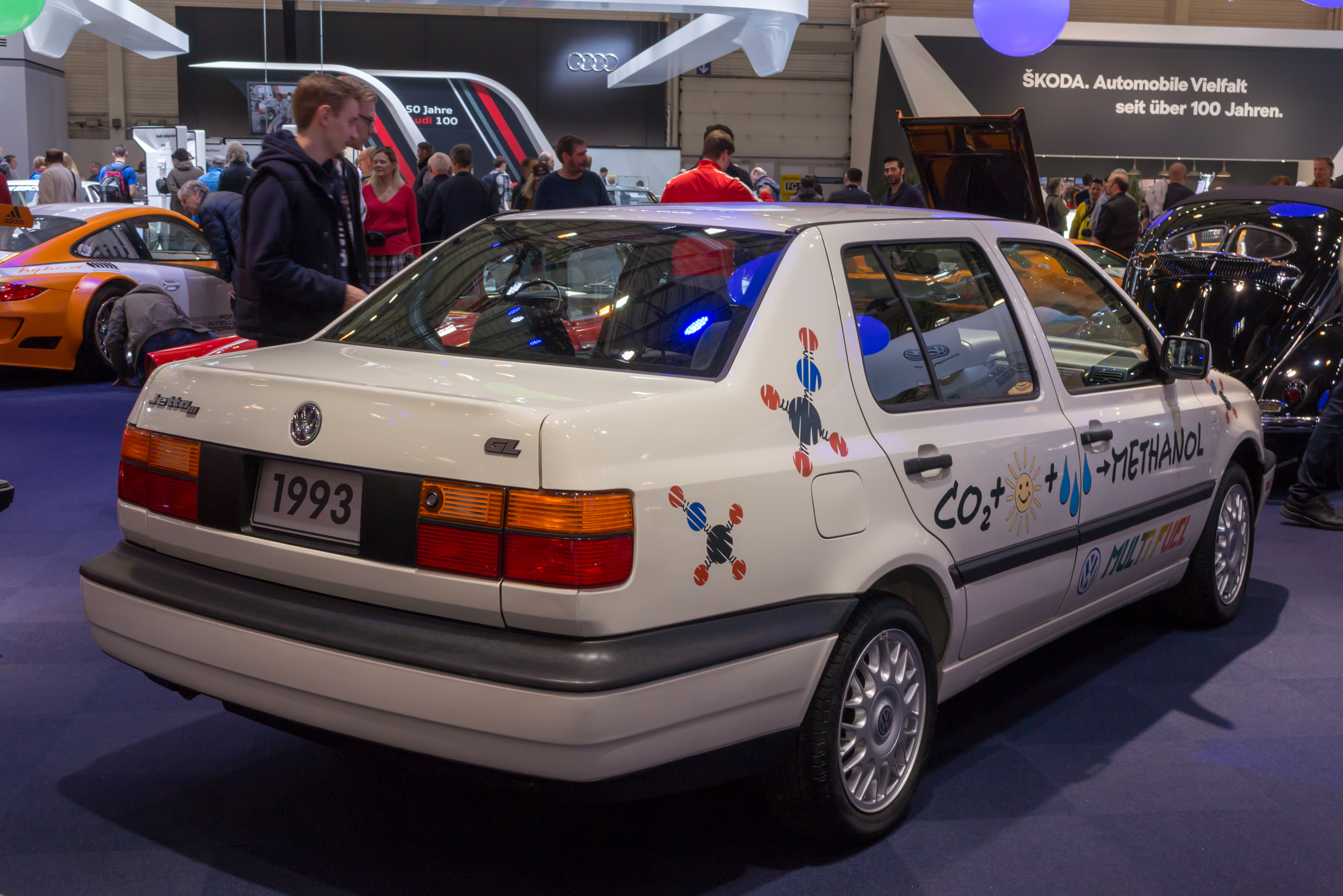
Volkswagen Vento с многотопливным двигателем
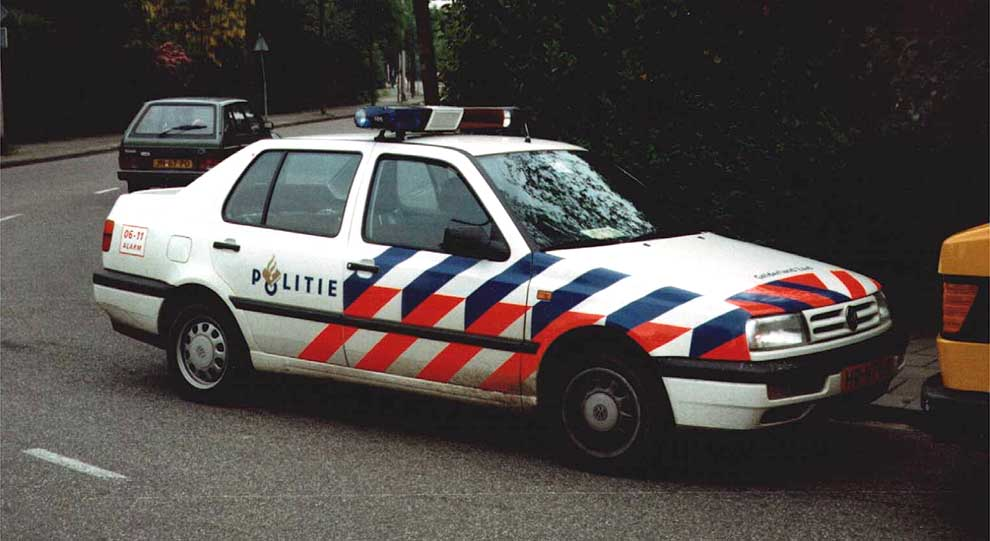
Полицейская Vento из Нидерландов
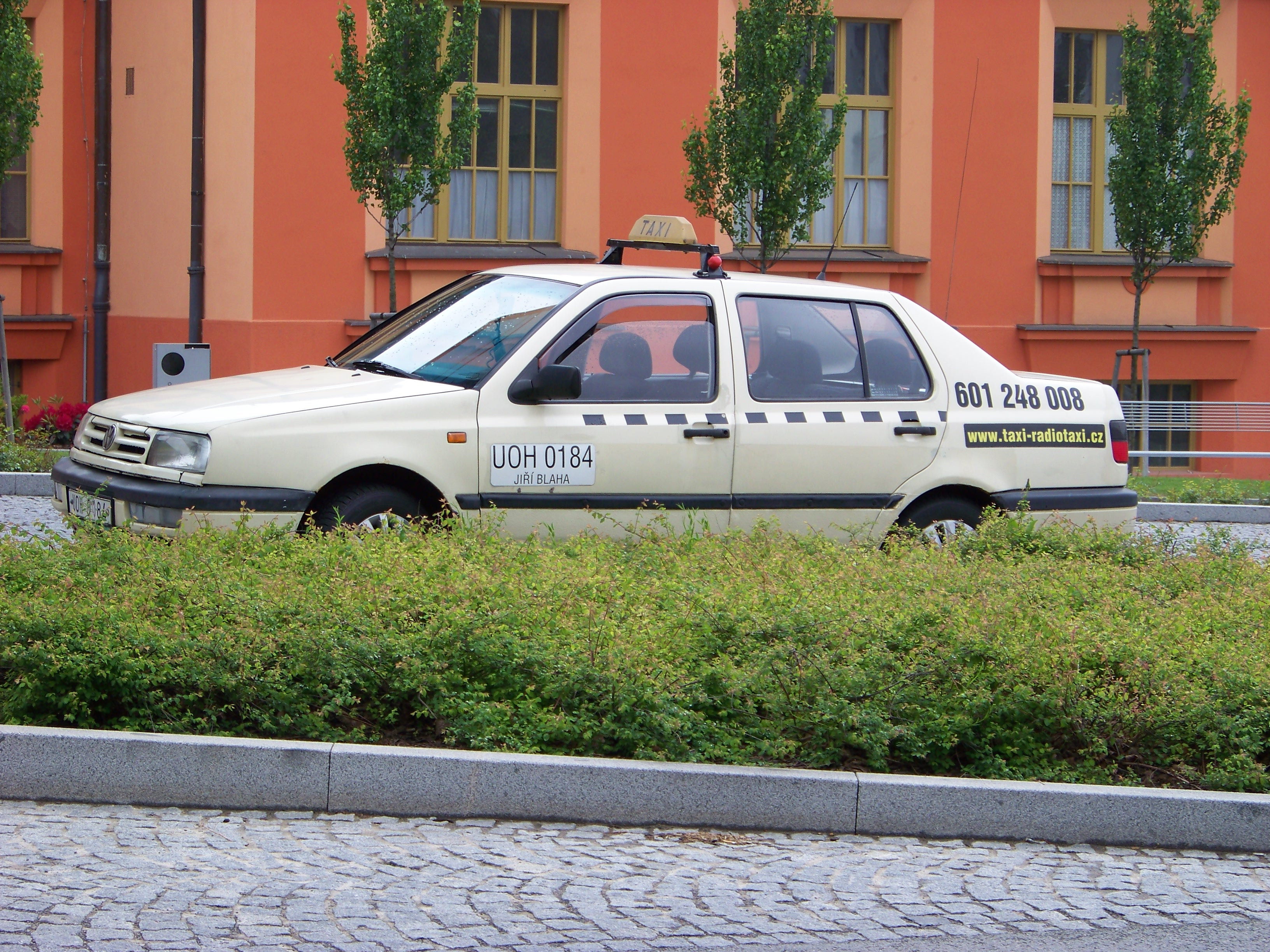
Vento в исполнении такси (Чехия)

## Четвёртое поколение
Первый дебют седана Volkswagen Bora состоялся весной 1997 года. Однако в окончательном виде модель была показана осенью 1998 года на Парижском автосалоне. Так же как и предыдущие поколения, Volkswagen Bora был спроектирован на платформе Golf IV. Новый дизайн кузова стал более плавным и гармоничным, что позволило создать сильное визуальное различие между Bora и Golf, нежели машины предыдущих поколений. Название автомобиля в переводе с итальянского означает «холодный ветер, дующий зимой с материка на Адриатику». В странах Северной и Латинской Америки автомобиль назывался Volkswagen Jetta IV.
При разработке седана большой уклон был сделан на страны Северной Америки, где покупатели больше предпочитали машины с кузовом седан, чем хетчбэк.
Изначально Volkswagen рассчитывал сделать из Bora модель, способную конкурировать в бизнес-классе с Mercedes-Benz W203 и BMW E46. Тем не менее Bora, даже с «атрибутами» бизнес-класса, не смог конкурировать с более престижными европейскими автомобилями.

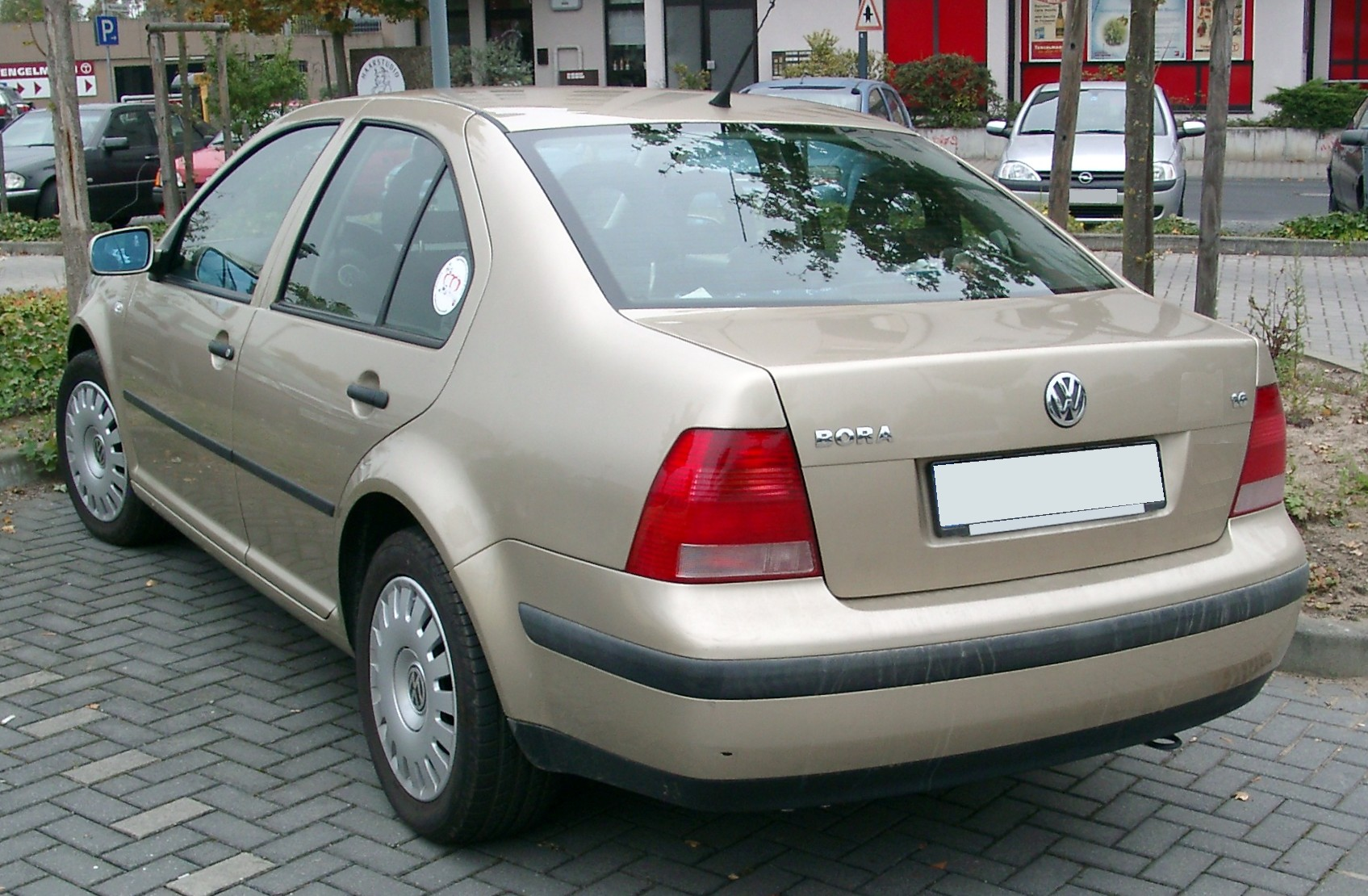
Volkswagen Bora (1998—2005) Седан

В 1999 году был представлен универсал Volkswagen Bora Variant, который за исключением передка практически полностью идентичен VW Golf Variant. В универсале под полом багажника был расположен пластмассовый вещевой ящик, а также разъём для подключения электроприборов, плафон освещения и хромированный порог багажного отсека. Объём 460-литрового багажного отсека Bora Variant при сложенных сиденьях возрастает до 1470 л. Производство Volkswagen Bora Variant было прекращено в 2004 году.
В 2006 году, после завершения производства на заводах в Европе, в Китае было проведено внешнее обновление модели под новым названием Volkswagen Bora Classic, которая выпускалась вплоть до 2008 года. Рестайлинговые Bora, помимо Китая, выпускались до 2015 года на заводе в Пуэбле (Мексика).

### Комплектации
Помимо базовой комплектации, Volkswagen Bora имел несколько следующих модификаций:
- VW Bora Trendline являлся спортивной версией базовой модели. На эту модификацию штатно устанавливались легкосплавные колёсные диски Avus и передние сиденья с изменением высоты;
- VW Bora Comfortline — версия с повышенным уровнем комфорта. Отличием от остальных моделей является то, что салон был обтянут кожей, климат-контроль с двумя режимами работы, зеркала заднего вида с электрорегулировкой и обогревом, а также имелся датчик дождя;
- VW Bora Highline — версия с низкопрофильными шинами и легкосплавными дисками Le Castelle, а также мощными противотуманными фарами. Устанавливались бортовой компьютер, центральный замок, управляемый с брелка, многофункциональная охранная система сигнализации[14].

В дополнение к Bora шёл большой спектр дополнительного оборудования. Так, на выбор предлагались две аудиосистемы: Beta или Gamma, обе имели CD-проигрыватель и выход на 10 динамиков. Мог быть установлен борткомпьютер с навигацией, который показывал ситуацию на дорогах, мог вызвать техпомощь, а при срабатывании подушки безопасности — вызвать скорую медицинскую помощь.

### Технические характеристики
Все Bora, сходившие с конвейера, уже имели оцинкованные кузова. Передняя подвеска была такой же, как и у Golf IV: спереди независимая, типа MacPherson со стабилизатором поперечной устойчивости; сзади на продольных рычагах, связанных упругой поперечной балкой.
Bora имел дисковые тормоза с усилителем и ABS, передние тормоза — вентилируемые.
Несмотря на то, что Bora имел передний привод, существовали заводские полноприводные версии. Снаружи её можно распознать по шильдику на крышке багажника с надписью «4 motion». У Bora 4 motion постоянный полный привод, при котором передний ведущий мост работает постоянно, а задний автоматически подключается через многодисковую муфту Haldex при пробуксовки передних колёс. В качестве дополнения предлагалась система контроля устойчивости.
Первоначально автомобиль был доступен с бензиновыми двигателями: 1,4 (75 л. с.), 1,6 (100 л. с.), 1,8 (125 л. с.) и сильный 2,3 (150 л. с.). Максимальную мощность в 204 л. с. развивали машины, на которые были установлены 2,8-литровые бензиновые двигатели двух сборок (1- AQP, AUE, BDE; 2 — AUE).
В то же время самым маломощным был дизельный двигатель в 68 л. с. (заводской код AGP, AQM). Самым мощным дизелем был V-образный шестицилиндровый двигатель мощностью 204 л. с. (150 кВт). В 2004 году у дизельных двигателей появилась система непосредственного впрыска с насос-форсунками. Система работает от распредвала, оснащённого кулачками, которые через коромысло заставляют насос-форсунку работать. Управляются насос-форсунки посредством блока управления двигателем, который на основании данных, получаемых датчиками, управляет работой клапана насос-форсунки. Эта система уменьшала выбросы в соответствии со стандартами Европы и Северной Америки.
Экологический класс у всех моторов, в соответствии с требованиями Евросоюза тех лет, был не ниже Евро-3.
На модели Volkswagen Bora был проведён эксперимент по внедрению в производство моторов с непосредственным впрыском. На Bora появился крайне редкий мотор 1.6 FSI, от использования которого концерн Volkswagen в дальнейшем отказался ввиду сложности в ремонте и чувствительности к качеству топлива.
Все двигатели работали в паре с 5 и 6 — ступенчатыми МКПП и 4 — 6 ступ. АКПП.
К основным недостаткам Bora многие относили тесный для задних пассажиров салон, небольшой проём багажника, малый дорожный просвет, дисплей климат-контроля, который плохо читался с места водителя.

### Безопасность
В краш-тесте, проведённом по методике EuroNCAP в 1998 году, Volkswagen Golf IV/Bora выступил довольно успешно, набрав по сумме фронтального и бокового ударов 25 баллов, заработав 4 звезды. Тогда на испытуемой машине, помимо подушек переднего пассажира и водителя, были боковые подушки безопасности. В некоторых комплектациях существовали такие дополнительные средства безопасности как: система динамической стабилизации (ESP) и иммобилайзер.

## Пятое поколение
Дебют нового VW Jetta V состоялся на автосалоне в Лос-Анджелесе в начале 2005 года. Только после официального старта продаж в Северной Америке новая модель была представлена в Европе осенью 2005 года, где она снова стала выпускаться под названием Jetta.
Основой для построения новой Jetta, как и в моделях прежних поколений, традиционно послужил Golf V. В салоне была обновлена отделка сидений, изменилась форма воздухозаборников. Новое рулевое колесо получило множество дополнительных функций, а также была модифицирована приборная панель. По сравнению с Bora размеры багажника увеличился на 70 л, составив 525 л. Колёсная база составляет 2580 мм, что на 70 мм больше, чем у Bora. Помимо этого, увеличился запас места для ног задних пассажиров.

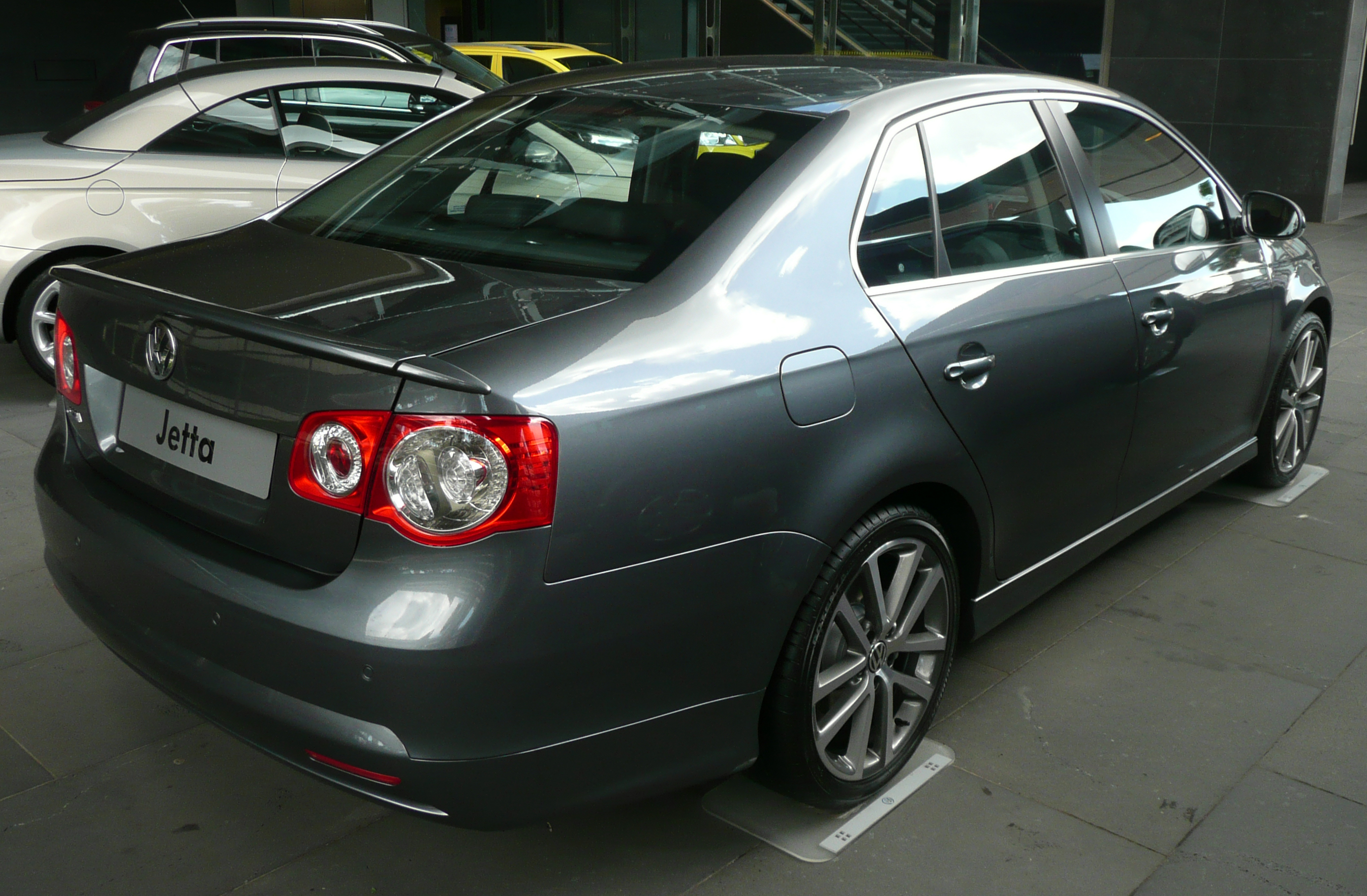
Вид сзади

При этом седан отличается не только сзади, но и спереди — другой передний бампер с хромированной решёткой радиатора, подчёркивающей солидность. Jetta V в базовой комплектации имела:
- ГУР;
- кондиционер;
- боковые зеркала с подогревом и электроприводом;
- аудиосистему с четырьмя динамиками;
- четыре подушки безопасности;
- EBD и ABS и подогрев сидений.

К дополнительным опциям относились: парктроник, датчик дождя и света, салонный 4-х зонный климат-контроль. Помимо седана, во многих европейских и американских странах был популярны универсалы SportWagen.
Салон 5 поколения выполнен в светлом цвете, сиденья обтянуты текстилем. Панель приборов сделана сверху пластичным, снизу более жёстким пластиком. В панели имеется выдвижная полочка с двумя отверстиями под стаканы или небольшие емкости, которые регулируются в диаметре.
Пятое поколение Jetta, в отличие от предыдущих поколений, отныне не выпускалось на заводах в Германии. Всё производство было полностью переведено в Мексику, откуда поставлялись машинокомплекты для сборки в Азии и Африке. В ряде стран Jetta продавалась под другими названиями. Так, в Китае Jetta получила название Volkswagen Sagitar и выпускалась до 2012 года. В Мексике и Колумбии модель называлась Bora, в Аргентине и Чили — Vento.

### Технические характеристики
На модели 5 поколения сзади устанавливалась независимая многорычажная подвеска с установленными винтовыми пружинами, поперечным стабилизатором и телескопическими амортизаторами, аналогичная подвеске Ford Focus. Передние и задние тормоза дисковые.
Помимо рулевой рейки, в Jetta V устанавливался электроусилитель руля (ЭУР), у которого на автомобилях ранних годов выпуска (2005—2006) могло изнашиваться соединение рейки и электромотора. На моделях более поздних выпусков эта проблема была устранена.
Автомобиль пятого поколения отличается переработанной электрической системой. Модули управления используются для различных систем и передаются по сети контроллеров (CAN) со скоростью 500 килобит в секунду, что снижает количество проводов и делает проводку в автомобиле более сложной.
Jetta V оснащались бензиновыми моторами объёмом 1,6 л (с инжекторами MPI и FSI) и 2,0 л FSI, а также турбодизелями 1,9 л и 2,0 л. 2,0 TSI (200 л. с.) и 2,5 л FSI (150 л. с.) устанавливались на американские версии модели. Помимо объёма и мощности, моторы различаются между собой наличием турбины, а также разной конструкцией систем впрыска топлива.
С 2008 года стали устанавливаться модернизированные моторы 2,0 л TDI с более надёжной и менее требовательной системой впрыска Сommon Rail.
К основным дизельным двигателям относились 1,9-литровые моторы (серии BKC, BXE и BLS) с насос-форсунками. Реже встречались BKD/BMM (2,5 л) и дизели CBDB того же объёма с common rail (на машинах с 2008 года).
Что касается трансмиссии, то только малолитражный двигатель работал в паре с роботизированной КПП DSG, а остальные двигатели дополнялись либо механической, либо автоматической коробкой передач Tiptronic.

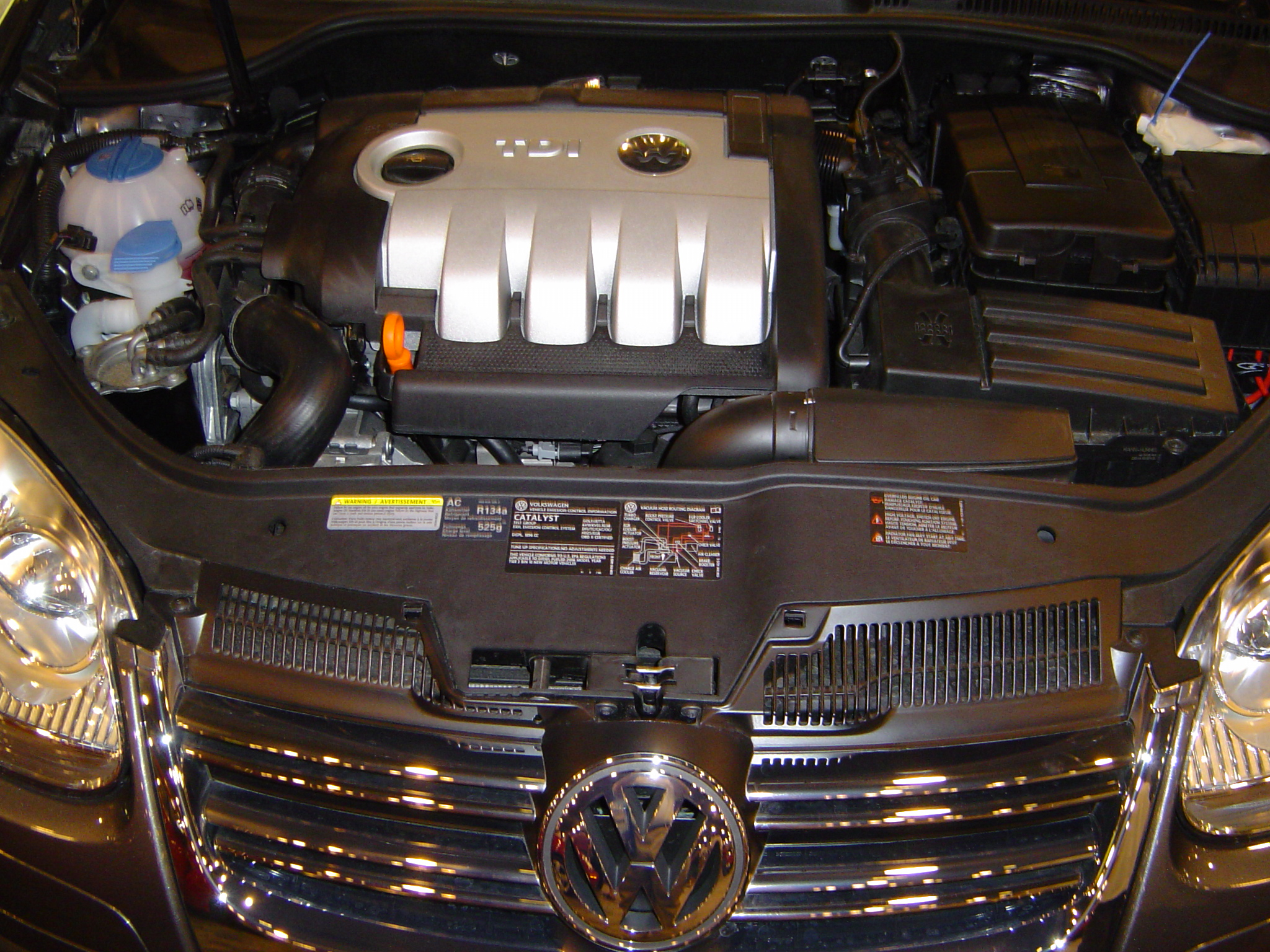
Дизельный двигатель 2.0 TDI
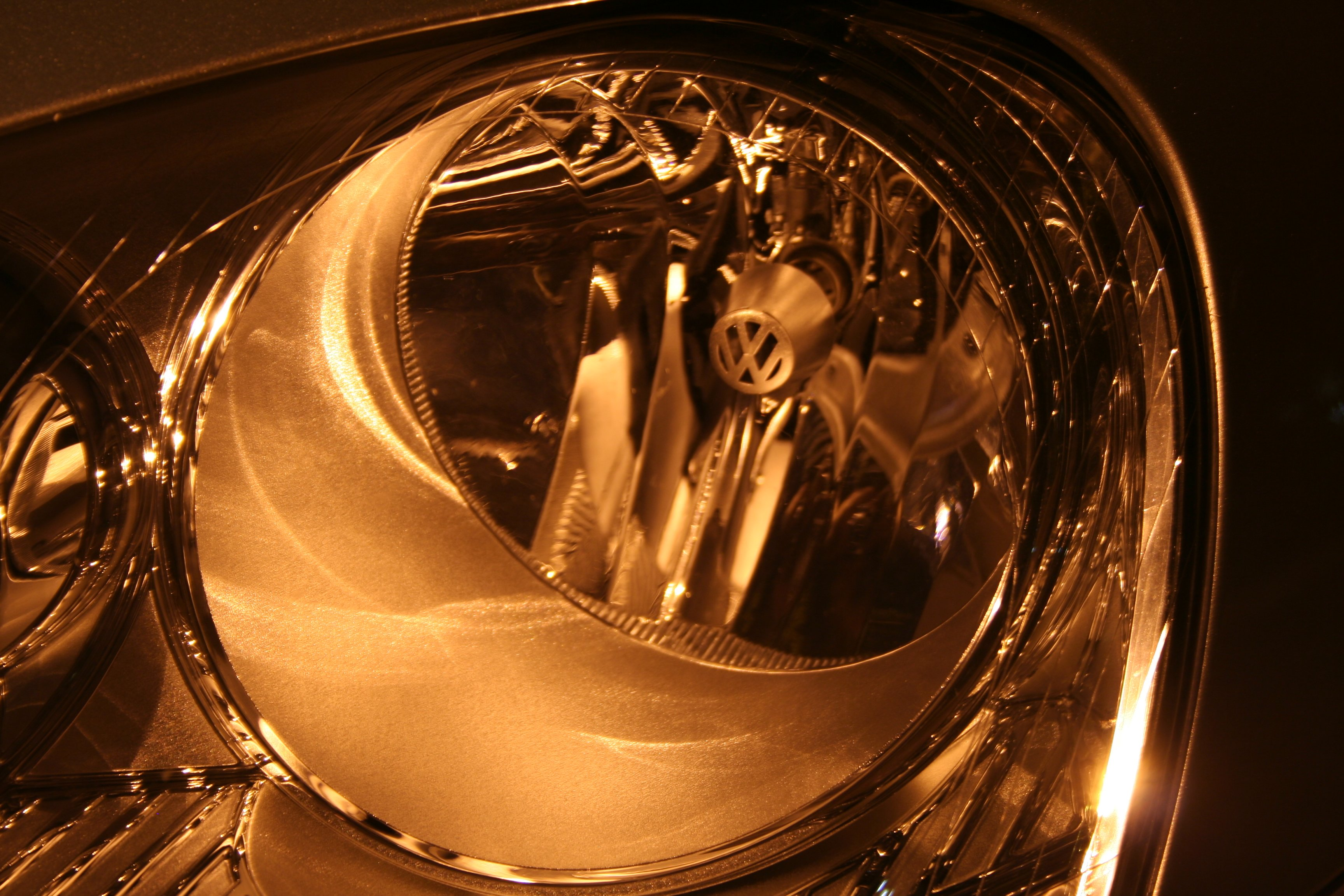
Галогеновая фара Jetta 5 с фирменным рассеивателем в форме логотипа Volkswagen
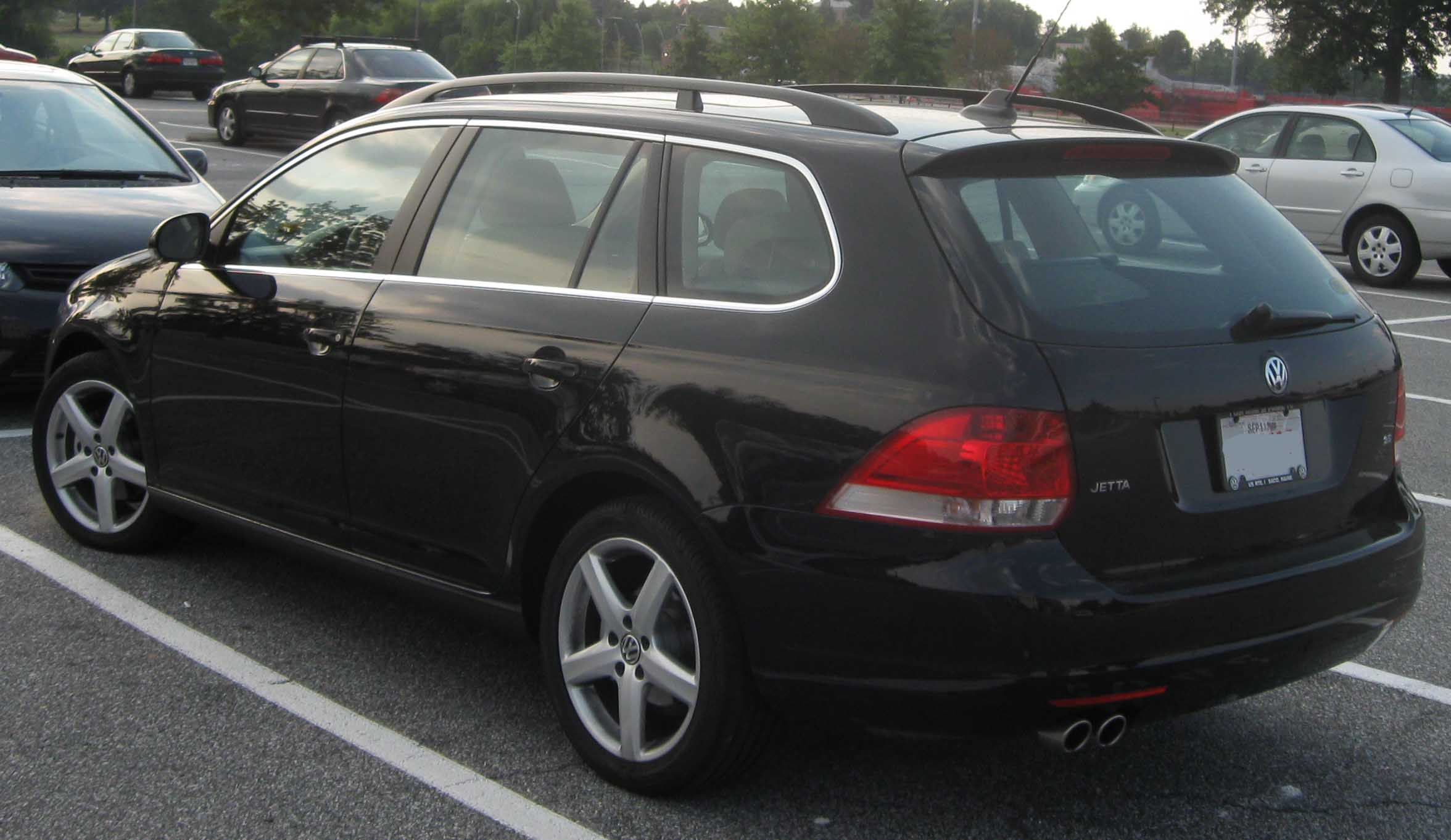
универсал SportWagen
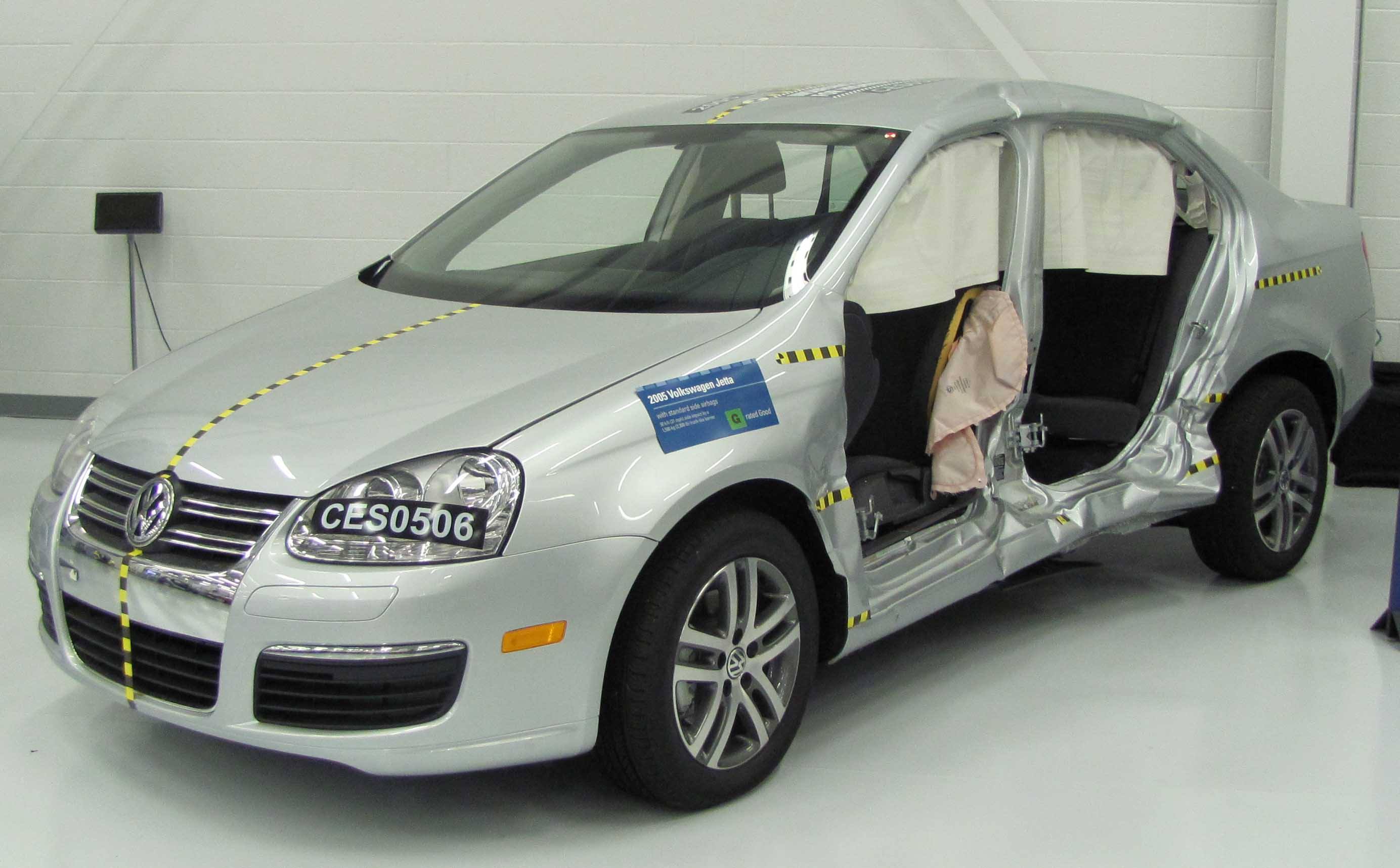
После бокового краш-теста по стандартам США

## Шестое поколение
VW Jetta шестого поколения была представлена 15 июня 2010 года на Таймс-сквер в Нью-Йорке. Черты седана были заимствованы у концепта VW New Compact Coupé, представленного в Детройте на Североамериканском международном автосалоне в декабре 2010 года. В основе Jetta 6 лежала устаревшая платформа PQ35, на которой ранее базировались Volkswagen Touran и Tiguan I.
В 2015 был произведён рестайлинг Jetta для североамериканского рынка. Появился новый передний бампер, решетка радиатора, изменённые задние фонари и лента светодиодных огней в головной оптике. Помимо косметических изменений модель получила пакет для плохих дорог, ESP, систему контроля слепых зон, систему распознавания усталости водителя и биксеноновые фары.

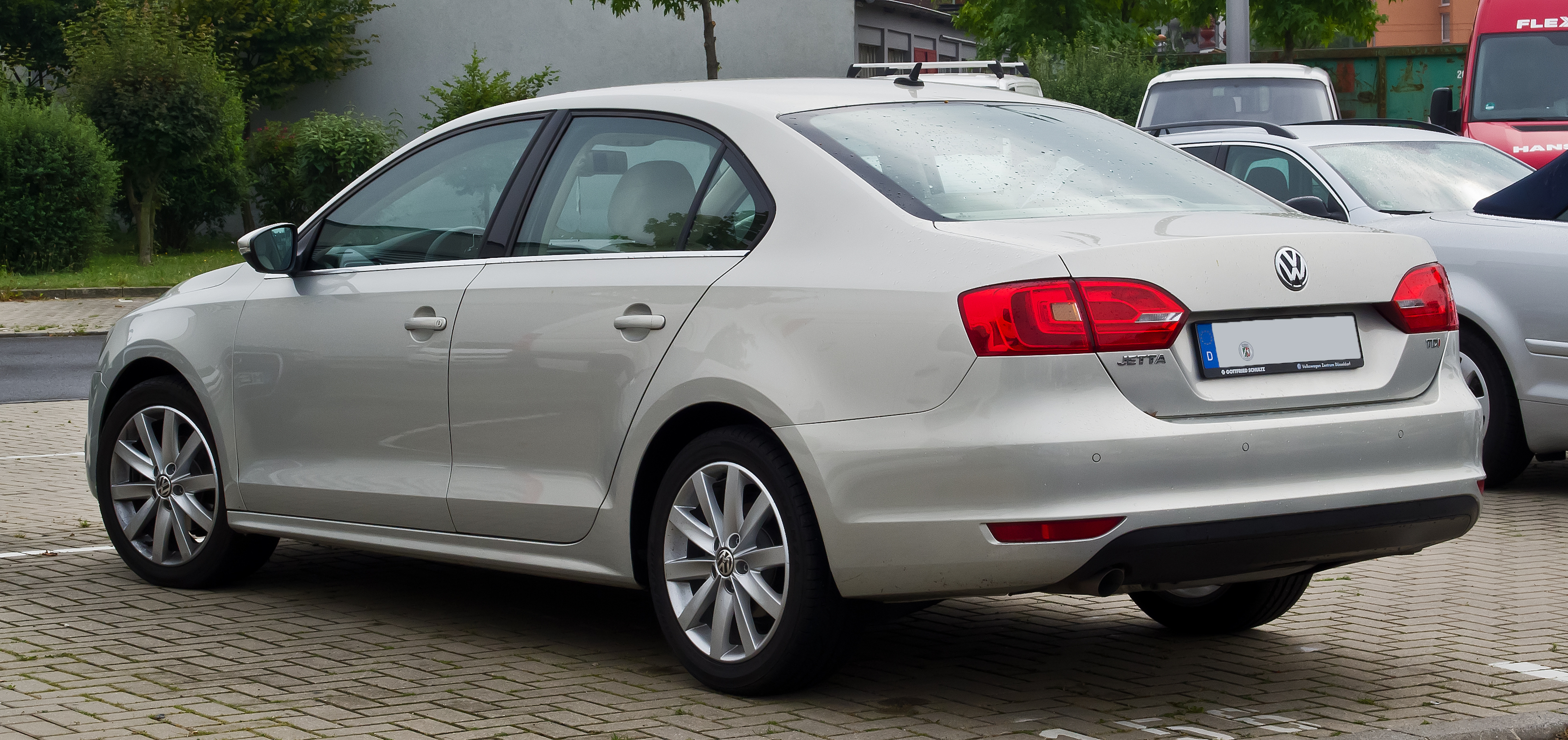
Вид сзади дорестайлинговой модели (2010—2015)

### Комплектации
Conceptline — бюджетная версия, оснащалась стандартной системой безопасности, дополнительными креплениями для детских кресел, подушками безопасности-шторками. В салоне предусматривался подогрев сидений и боковых зеркал, кондиционер и мультимедийная система (USB и AUX).
Conceptline имел 3 версии: 2 с механической коробкой передач (на 85 и 105 л. с.) и с 1 автоматической (на 105 л. с.). Средняя скорость разгона до 100 км/ч — 12.5 с.
Trendline — более оснащённая версия. Помимо всего прочего, в неё входила функция подогрева форсунок омывателя в холодное время, задние стеклоподъёмники, датчик дождя. Представлена в 5 модификациях: 122 л. с. с МКПП и АКПП, 85 л. с. МКПП, 105 л.с МКПП и АКПП.
Highline — одна из самых дорогих комплектаций шестого поколения. Отличительными чертами салона автомобиля стали:
- Передние спортивные сиденья;
- Автокорректор и омыватель фар;
- Ксеноновые или биксеноновые фары;
- Наличие Bluetooth в акустической системе;
- Мультифункциональный руль;

Традиционно машина представлена в 5 модификациях: на 122 л. с. (АКПП/МКПП), на 105 л. с. (АКПП/МКПП) и 150 л. с. с механической коробкой (одна из самых мощных модификаций поколения).
В 2013 году появилась новая версия пятого поколения — Sochi Edition. Её выпуск производитель приурочил к XXII зимним Олимпийским играм 2014 года в Сочи. Внешне эта версия отличается от обычной лишь чёрной радиаторной решетку с хромированной отделкой. В отличие от предшествующей комплектации, эта представлена в 4 версиях: на 122 л. с. и 105 л. с. (каждая в модификации с АКПП и МКПП).

### Технические характеристики
В первые годы производства комплектовали только турбомоторами TSI объёмом 1,4 литра и 2,0 TSI (200 л. с.). В паре со всеми двигателями, за исключением самого скромного, работала роботизированная коробка передач DSG.
На американском рынке Jetta VI имела четыре варианта двигателей, из которых два новой разработки (бензиновый 2.0-литровый мощностью 115 л. с. и 2,0-литровый дизель с 140 л. с.) В Европе шестая модель комплектуется шестью вариантами двигателей, новыми из которых являются четыре (бензиновые с турбонаддувом двигатели 1.2 TSI — 105 л. с. и 1.4 TSI — 160 л. с., а также турбодизели 1.6 TDI мощностью 105 л. с. и 2.0 TDI — 140 л. с.). Также покупателям предлагается комплектация с бензиновыми турбированными моторами — 122-сильная версия 1.4 TSI, 170-сильная версия 1.8 TSI и 200-сильная версия 2.0 TSI.

### Безопасность
Первый краш-тест был проведён по методике Euro NCAP в 2011 году
| Euro NCAP                                                                        | Euro NCAP | Euro NCAP | Euro NCAP             |
| -------------------------------------------------------------------------------- | --------- | --------- | --------------------- |
| · общий рейтинг                                                                  |           |           |                       |
| 94%                                                                              | 86%       | 56%       | 71%                   |
| взрослый пассажир                                                                | ребёнок   | пешеход   | активная безопасность |
| Протестированная модель: Volkswagen Jetta 1.2 TSI 'Trendline' 4-дв. седан (2011) |           |           |                       |

В 2015 году Страховой институт дорожной безопасности США (IIHS) провёл серию краш-тестов VW Jetta 2015 модельного года. Сообщалось, что пространство в салоне вокруг водителя хорошо сохранилось, однако при ударе голова манекена соскользнула с фронтальной подушки безопасности, а ремень позволил перемещаться туловищу по инерции слишком далеко.
В результате Jetta смогла получить оценку «хорошо» за фронтальный краш-тест с малым перекрытием. За остальные испытания Jetta также заработала оценки «хорошо», а модель, оснащенная системой предотвращения столкновений, оцененная как «базовая», получила звание «Самый безопасный автомобиль+».

## Седьмое поколение
Седан Volkswagen Jetta седьмого поколения был впервые показан на Североамериканском международном автосалоне в Детройте в январе 2018 года. Впервые за историю своего существования Jetta перестала быть версией Golf, а была создана в качестве самостоятельной модели.
В Мексике Volkswagen Jetta A7 поставили на конвейер в 2018 году в основном для продаж в США, автомобильный рынок которых стал для модели одним из ключевых наряду с Китаем. На территории Европы модель Jetta 7 официально не продаётся: она значительно отстаёт от других европейских моделей.
В основе конструкции Jetta A7 находится обновленная модульная платформа MQB, на которой построены многочисленные модели автомобилей (например, Škoda Karoq, Škoda Octavia, SEAT Ateca и др.). В ходе обновления передок автомобиля прибавил как в длине, так и в ширине, но стал чуть ниже, а также помещён теперь под наклоном. На корме VW Jetta A7 короткий, но высокий багажник с массивной крышкой и декоративным выступом на конце. В целом седан получился на 43 мм длиннее, 21 мм шире и 6 мм выше предшественника, а колесная база увеличилась на 35 мм. Объём багажника Jetta A7 по-прежнему равен 510 литров.

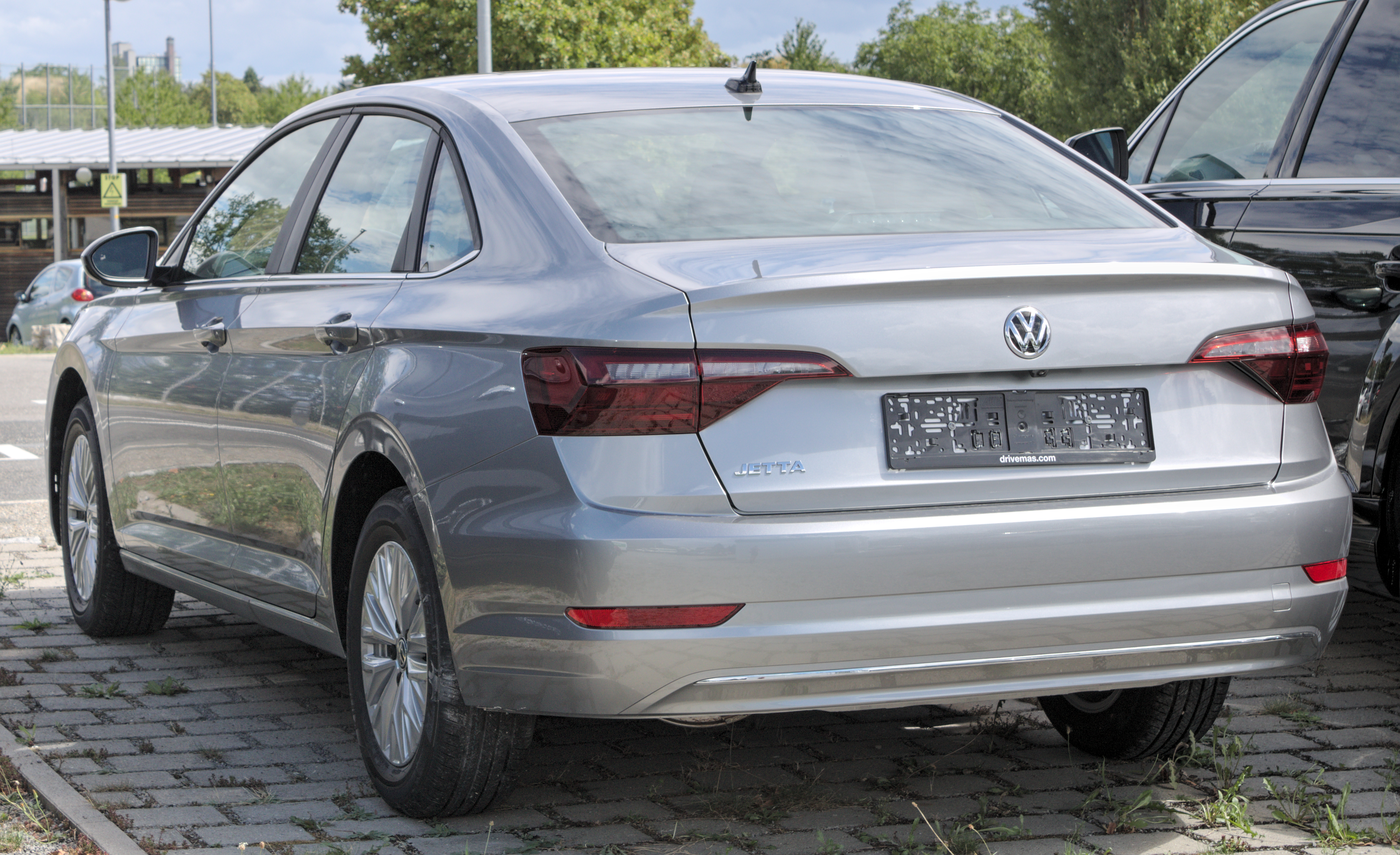
Вид сзади

Интерьер Jetta A7 максимально унифицирован с VW Passat и Golf, при этом отличается видоизменёнными панелями и несколько иным расположением органов управления. От шестого поколения остался руль и блок управления климат-контролем. Парприз с угловатыми обводами развёрнута к водителю.
Одной из ключевых особенностей седана является цифровая панель Digital Cockpit с поддержкой систем Android Auto, Apple CarPlay и Mirror Link.
Седан Jetta 7 имеет независимую переднюю подвеску на двойном подрамнике, жёстко прикреплённом к кузову. Задняя подвеска полунезависимая, имеет упругую балку вместо прежней многорычажной системы.
Передние дисковые вентилируемые тормоза. Появился новый электроусилитель руля с переменной производительностью.

Volkswagen Jetta после рестайлинга 2024 года
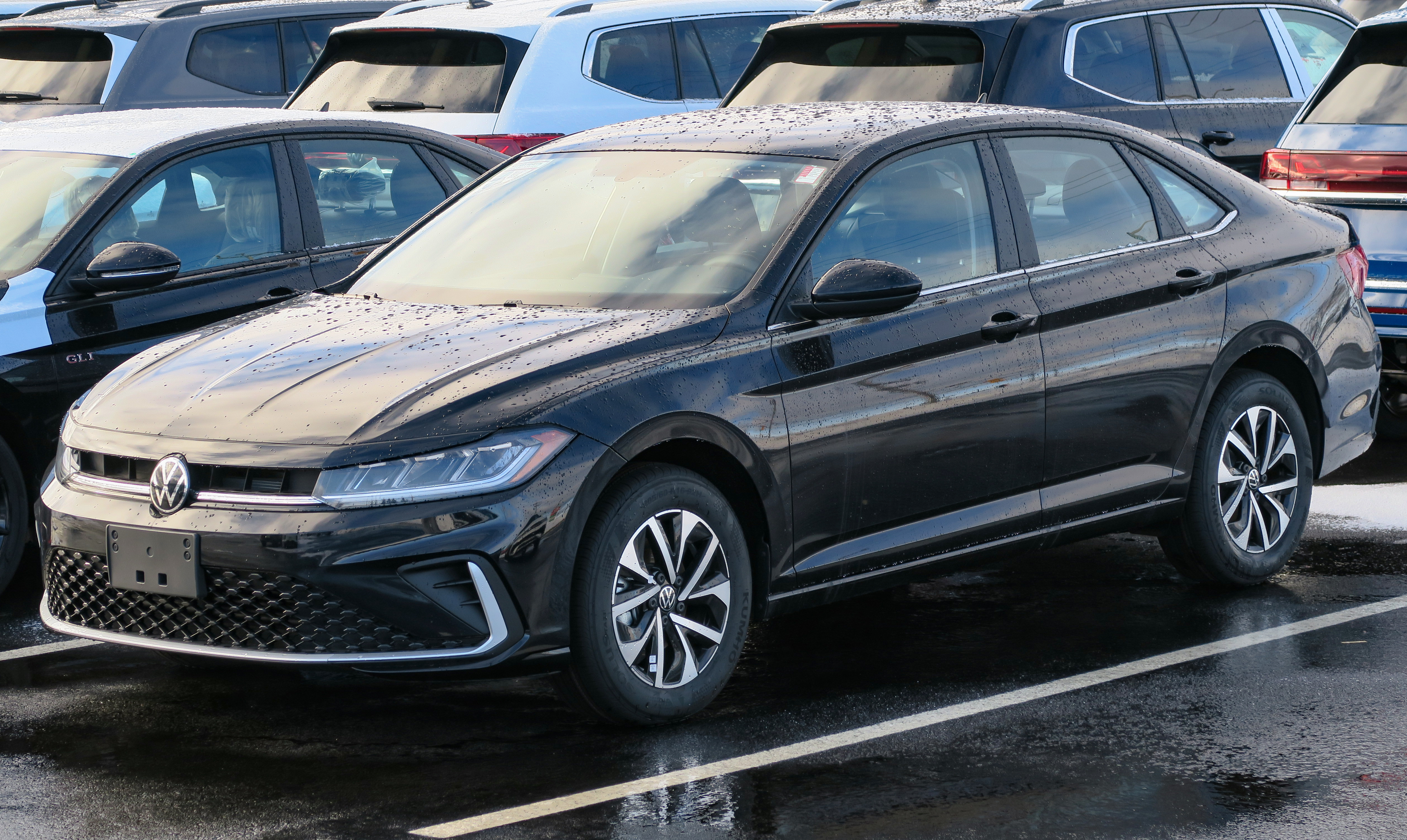
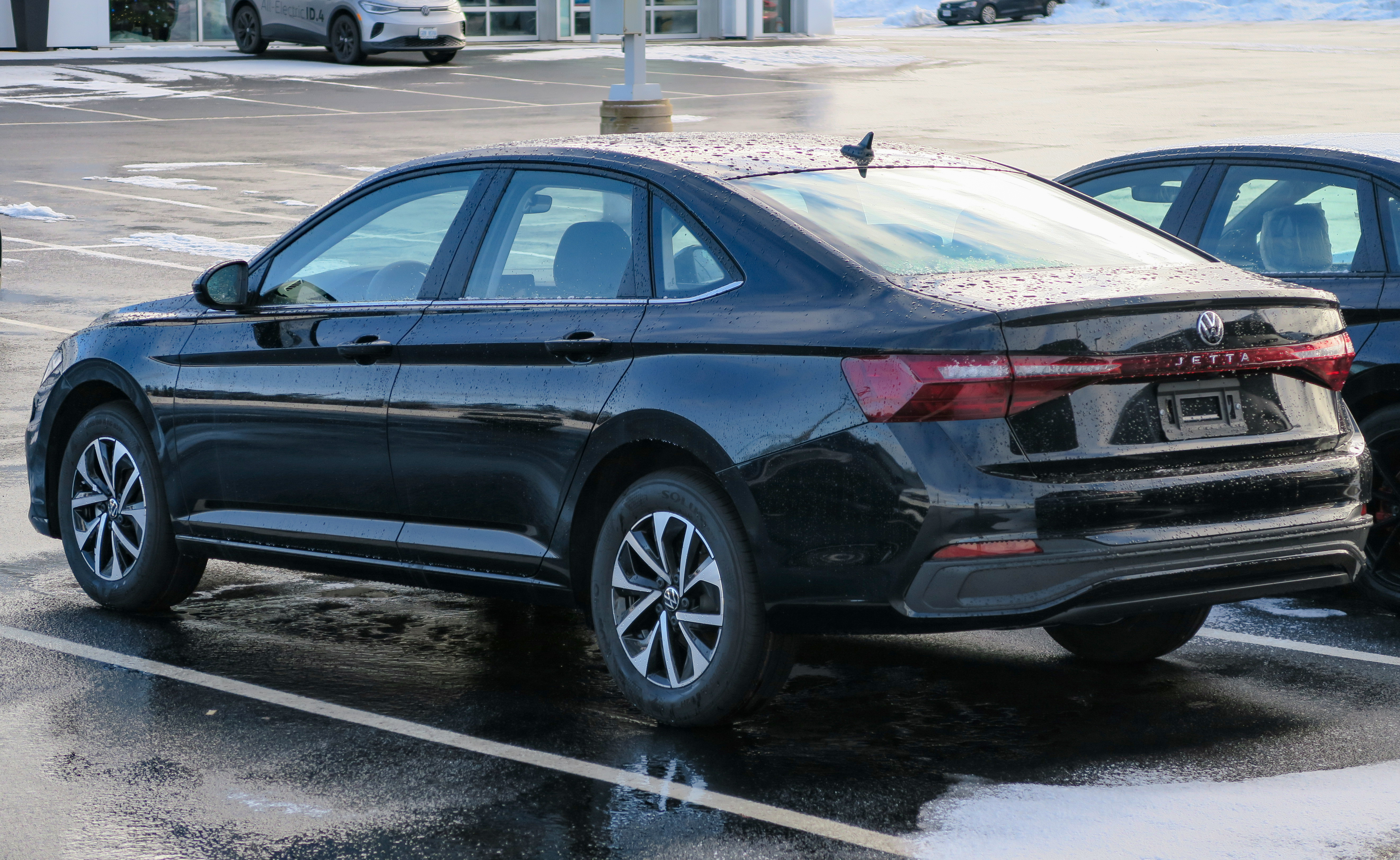

В 2024 году для американские версии Jetta A7 и Jetta GLI были подвергнута рестайлингу. Изменения коснулись радиаторной решётки, бамперов, фар и фонарей. Также расширилась цветовая палитра окраски кузовов. В базовой версии появился новый восьмидюймовый экран мультимедийной системы, а кнопки управления климатической установкой стали сенсорными. 

### Комплектации
В России седьмое поколение официально было представлено в трёх комплектациях:
- Origin включает в себя: светодиодные фары, однозонный климат-контроль, 6 подушек безопасности, ESP, мультимедийная система с 6.5-дюймовым экраном, круиз-контроль, подогрев передних сидений, стальные 16-дюймовые колесные диски и светодиодная передняя оптика.
- Respect имеет двухзонный климат-контроль, передний и задний парктроник, противотуманные фары, система запуска двигателя без ключа, легкосплавные диски. Origin и Respect часто комплектуются атмосферным двигателем MPI 1.6 (110 л. с.) и 5-ступенчатой МКПП.
- Status — премиальная комплектация, в которой сиденья обшиты кожзамом, водительское сиденье с электроприводом, камера заднего вида, мультимедийная система с 8-дюймовым экраном, 17-дюймовые колёса и отделка хромом различных элементов кузова. В дополнение могут быть установлены адаптивные фары, люк в крыше и система контроля усталости водителя. Комплектуется турбированным двигателем TSI 1.4 (150 л. с.) с 6-ступ. АКПП[26].

К элементам безопасности относится система экстренного реагирования при авариях. Дополнительно Jetta A7 может быть оснащена подсветкой с 10 цветами, а также аудиосистемой Beats на 400 Вт.

### Jetta GLI

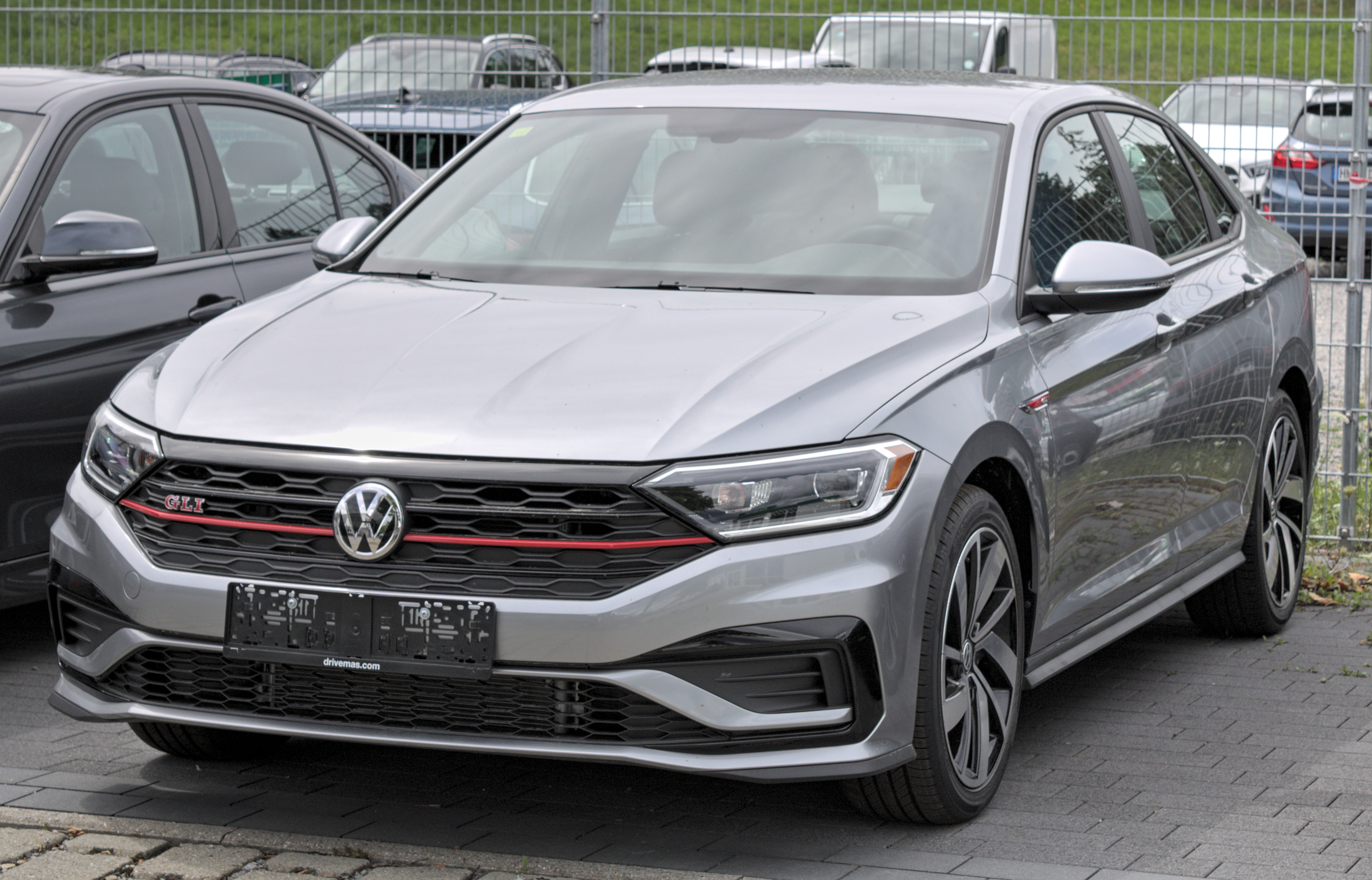
Volkswagen Jetta GLI (2019-2024)

Новая версия Jetta GLI была представлена на автосалоне в Чикаго 7 февраля 2019 года. В неё устанавливается бензиновый двигатель EA888 (170 кВт; 228 л. с.) Обычно Jetta GLI продаётся вместе с 6-ступенчатой МКПП, однако возможна установка 7-ступ. роботизированной коробки передач DSG с двойным сцеплением.
Jetta GLI имеет унифицированную с Golf R тормозную систему, самоблокирующийся дифференциал и заднюю многорычажную подвеску. Также отличается от других вариантов Jetta иными пружинам и амортизаторам, за счёт которых дорожный просвет и высота Jetta GLI уменьшены на 15 мм.
Внешне Jetta GLI отличается другими бамперами, решёткой радиатора с красной полосой, 18-дюймовыми дисками, спойлером на крышке багажника и двумя круглыми патрубками выхлопной системы. В салоне иное рулевое колесо, сиденья с увеличенной боковой поддержкой и красные вставки в парприз. Дополнительно могут быть установлены кожаный салон, вентиляция передних сидений и панорамная крыша.